# 达契亚语
达契亚语（Dacian language）是一种已灭绝语言，一般认为属于印欧语系，曾分布在喀尔巴阡山脉一带。在公元1世纪，它可能是达契亚和默西亚 (罗马行省)及周边地区的主要通行语言。达契亚语大约到7世纪时灭亡。
人们一般认为达契亚语属于印欧语系，但其具体地位有争议：
- 是色雷斯语方言，或相反，色雷斯语是达契亚语方言。如Baldi (1983)、Trask (2000)。
- 是与色雷斯语关系密切的语言，都属于一个“色雷斯-达契亚语支”。[2]:840
- 达契亚语、色雷斯语、波罗的语族（Duridanov还加上了佩拉斯吉语）自成一语族，如Schall （1974）、Duridanov （1976）、Radulescu （1987）、Mayer （1996）。[3][4][5][6]
- 达契亚-默西亚 (罗马行省)语是阿尔巴尼亚语的前身，与色雷斯语关系紧密，且不同于伊利里亚语。Vladimir I. Georgiev（1977）支持此说。[7]:132, 183, 192, 204, 282

达契亚语不同于拥有约200份铭文的弗里吉亚语，只有一份铭文可确证属于达契亚语。:212:730几种药用植物的达契亚语名称可能幸存在古文献中，包括迪奥斯科里德斯记录的约60种植物名称。:120还有约1150个人名:730:130和900个地名可能也是达契亚语来源。:730现代罗马尼亚语和阿尔巴尼亚语中可能有上百个词汇源自达契亚语等古巴尔干语言。运用比较语言学手段可以从地名中构拟出约100个达契亚语词汇，不过到1982年其中只有20–25个获得了广泛承认。:872

## 起源
学界一般认为，达契亚语属于印欧语系。而印欧语系又是从一个共同的原始印欧语分化开来的，这分化可能发生在高加索地区（坟塚假说）或在安纳托利亚中部（安纳托利亚假说）。两种理论都认为原始印欧语人群在不晚于2500BC时就抵达了喀尔巴阡山脉地区。:149:107, 109事实上，有相当充足的论据可证达契亚语在公元前3千纪于喀尔巴阡地区演化出来，但其具体过程仍未有定论。
据其中一个假说，青铜时代原始色雷斯语人群是红铜时代土著人群与印欧化时代的入侵者相互融合的后代。:53:52铁器时代，原始色雷斯语人群演化为罗马尼亚的达契亚/北色雷斯人，以及巴尔干半岛东部的色雷斯人。:53:52
据Georgiev，达契亚语从喀尔巴阡的部落传播到多瑙河以南，2000–1000 BC左右抵达巴尔干半岛中部，1000-300 BC进一步向南扩张（如特里巴利人）。:287据古地理学家斯特拉博，达契亚-默西亚人还向东进入小亚细亚并形成默西亚语。:VII.3.2

## 资料

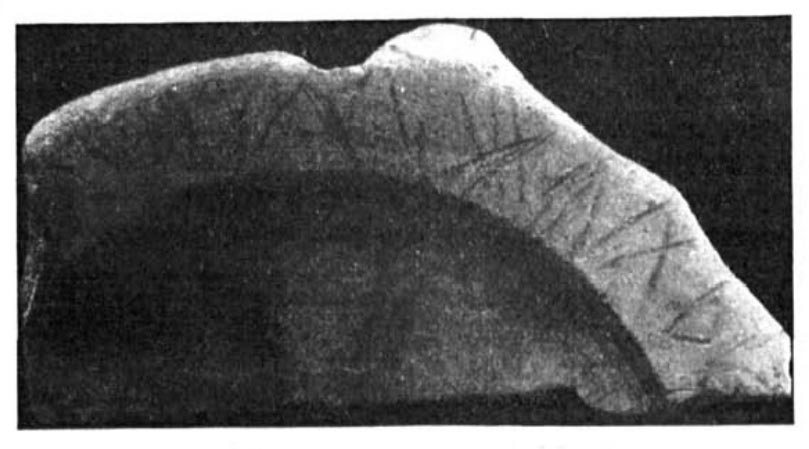
带希腊、拉丁字母的瓶子碎片，米哈伊尔·德米特鲁收集于罗马尼亚波亚纳乡 (加拉茨县)，藏于于泰库奇镇博物馆

达契亚语的许多特征都不明，这主要是因为达契亚语没有长文本出土，只有地名中零星的反映与部分古代希腊、拉丁文献的记录。迄今没有发现成文的达契亚语铭文，只发现了少量以希腊或拉丁字母写的人名。目前已知的材料有：
- 地名、水名、人名，含王名。KOΣON金币的刻字可能也是人名，可能是发行此种钱币的国王。于达契亚出土的斯塔特金币。正面：政务官 (罗马)与刀斧手。刻字ΚΟΣΩΝ、（中左）交织字母BR或OΛB。背面：鹰持桂冠。可能由色雷斯或格塔国王（科提索？Koson？），或罗马高官（布鲁图？）委托，为纪念他人铸于希腊黑海殖民城市（奥里维亚？）。公元前1世纪末

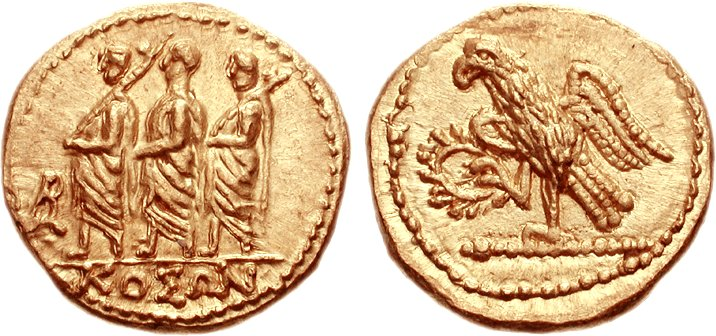
于达契亚出土的斯塔特金币。正面：政务官 (罗马)与刀斧手。刻字ΚΟΣΩΝ、（中左）交织字母BR或OΛB。背面：鹰持桂冠。可能由色雷斯或格塔国王（科提索？Koson？），或罗马高官（布鲁图？）委托，为纪念他人铸于希腊黑海殖民城市（奥里维亚？）。公元前1世纪末

- 希腊、罗马文献中约有50个达契亚语植物名称，词源只有一部分确凿。[20]:27
- 罗马尼亚语约有400个来源不明的词汇。可能来自达契亚语的有：balaur“龙”、brânză“奶酪”、mal“河岸”、strugure“葡萄”等。[12]:21但罗马尼亚语底层词汇作为研究达契亚语的资料来说价值并不高，因为它们也可能不来自达契亚语。这可见《罗马尼亚语解释性词典》（Dicționar Explicativ al Limbii Române/DEX），其中给出这些词的许多可能词源。

1. 也有许多词可能就不是“底层词”，可能有别的对应的拉丁语词源。毕竟罗马尼亚语是拉丁语而不是达契亚语的后代，如melc“蜗牛”来自拉丁语limax/原始罗曼语*limace（参意大利语lumaca），经过m与l的音位变换。[21]:melc
2. 可能有些来自达契亚-默西亚地区其他不知名古代语言：如伊朗语支斯基泰语，或突厥语系潘诺尼亚阿瓦尔语，保加尔语或库曼语，[來源請求]甚至还可能是某种未知前印欧语。[來源請求]后一种可能即“前印欧底层假说”，如伊比利亚语/巴斯克语在西班牙语中残留的词汇，如zorro“狐狸”，来自巴斯克语azeri而不是原始罗曼语*vulpe。数个罗马尼亚语词汇被假设是前印欧来源，如balaur、[21]:balaurbrad“枞树”。[21]:brad
3. 罗马尼亚语约有160个与阿尔巴尼亚语同源的底层词。[14]:998如罗马尼亚语brad/阿尔巴尼亚语bradh“枞树”。[21]:bradDuridanov构拟的达契亚语词是*skuia。[22]:94
4. 与保加利亚语词汇同源的罗马尼亚底层词可能来自色雷斯语，与达契亚语可能不是一种语言（下详）。
5. 部分文献认为Balaur“龙”词源不明。据DEX，balaur的来源还可能是：前印欧语遗留；来自拉丁语belua或beluaria（“野兽”，参意大利语belva），或古希腊语pelorion“怪兽”；或阿尔巴尼亚语buljar“水蛇”的同源词。[21]:balaurDEX认为这些词源除了阿尔巴尼亚的都缺乏根据，但也不如balaur来自达契亚词那样离谱。另一种可能是，balaur来自凯尔特语，参爱尔兰语神话巨人巴罗尔（a.k.a. Balar），他的口中能放出毒气，一只眼睛可以放出闪电，若被他的眼线射中，不论人、神，都将立即死亡。

底层词也用于对照、修订对应的构拟词，如达契亚语balas“白”（来自人名Balius），罗马尼亚语bălan“白发的”。但即便是这种情况，也无法断言罗马尼亚语该词是来自达契亚语还是来自其古斯拉夫语同源词belu。

## 地理范围

### 语区

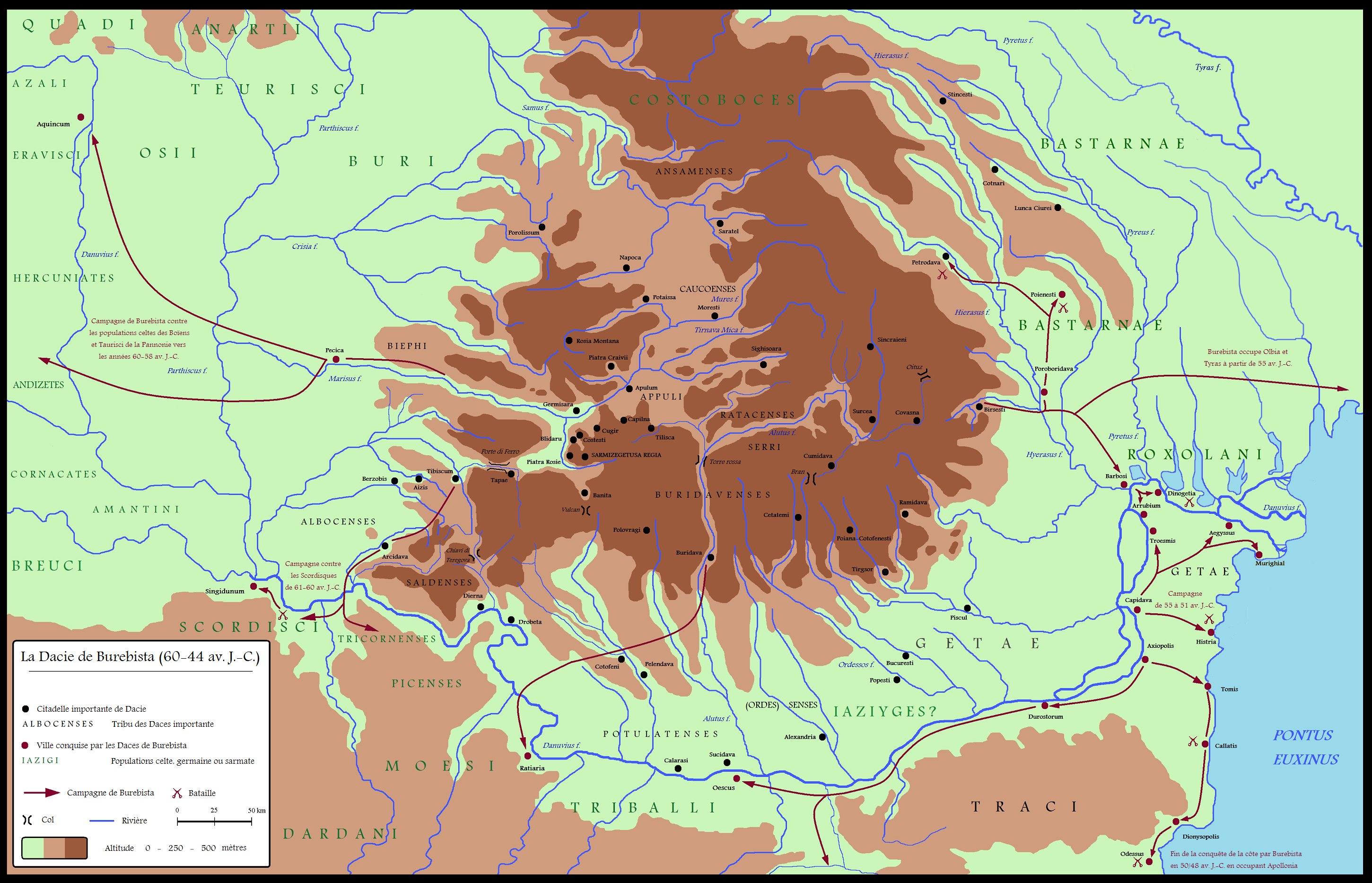
公元前1世纪的达契亚

达契亚语可能一度是东南欧的主要语言之一，分布在多瑙河、北喀尔巴阡、德涅斯特河、巴尔干半岛及黑海海岸之间。历史学家们称，古代学者斯特拉博、卡西乌斯·狄奥、特洛古斯、阿庇安、老普林尼等的著作中都提到了盖塔人和达契亚人语言的相似性，当代史学常用“盖塔-达契亚人”指喀尔巴阡山、Haemus山脉、黑海、德涅斯特河、北喀尔巴阡和多瑙河中游间的民族。斯特拉波给出的信息更具体，称“达契亚人说的语言和盖塔人的一样”。:10希腊地理学家记录的信息可再据其他文学、语言学、考古学证据补充。相应地，盖托-达契亚人可能占据了西部和西北部从摩尔多瓦、多瑙河中游西南直至今日塞尔维亚、向南直至巴尔干山脉的地带。盖塔-达契亚人分布的东部边界可能是黑海海岸与德涅斯特河，可能一度远至西布格河，北界乌克兰西端及波兰南部的跨喀尔巴阡地带。:10–11

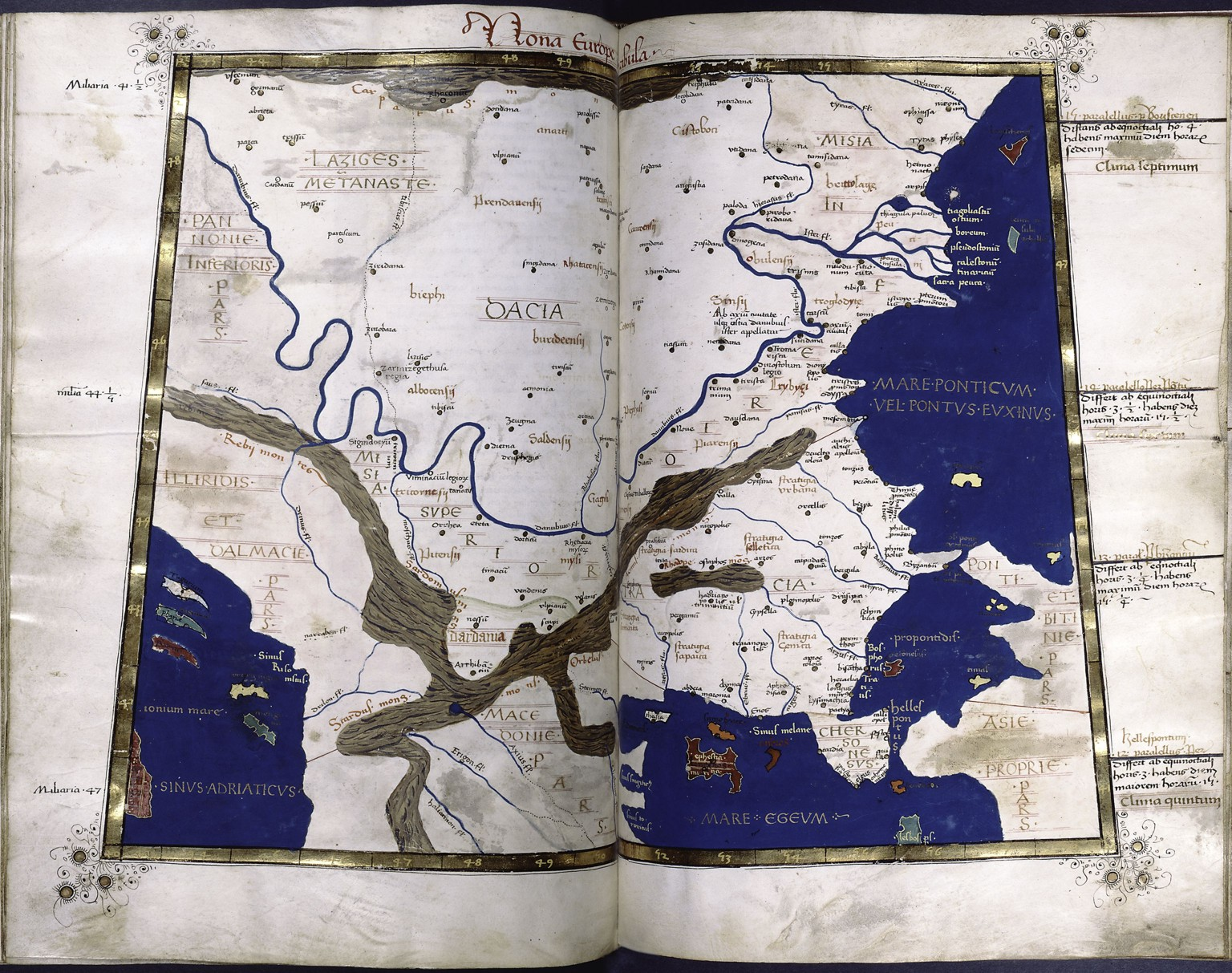
托勒密《地理学指南》（c. 140 AD）中世纪抄本的达契亚地图

后来，盖塔-达契亚地区的外围被其他民族影响，如西部的凯尔特人、西南方的伊利里亚人、东边的希腊人与斯基泰人、东北方的巴斯塔奈人。无论如何，据部分学者所言，多瑙河（西）、Haemus山脉（南）（S）、黑海（东）德涅斯特河（东北）及北喀尔巴阡的范围内，盖塔-达契亚的主导地位得到长期维持。:11据保加利亚语言学家Georgiev，达契亚-默西亚区域含达契亚（约为今日罗马尼亚、蒂萨河以东匈牙利）、默西亚和小斯基泰（今日多布罗加）。:148

### 年代

#### 公元前1世纪
53 BC，凯撒称达契亚人的土地始自海西森林的东缘。:59这对应82-44 BC达契亚在布雷比斯塔治下扩张到极盛，西可至今日匈牙利的多瑙河中游河谷，东、北达今日斯洛伐克的喀尔巴阡山，南抵今日乌克兰西南部德涅斯特河下游河谷，西过黑海海岸至阿波罗尼亚。:71此时，达契亚人可能在斯洛伐克、乌克兰、罗马尼亚等地建立了许多山地要塞。:71据Shchukin （1989），Zemplin似乎是凯尔特人和达契亚人的边界，Patissus河及其上游似乎也是。:347据Parducz （1956）、Foltiny （1966），达契亚文化的考古发现沿蒂萨河两岸都有分布。:228据Mielczarek （1989），除斯洛伐克一部分可能并入布雷比斯塔治下的达契亚之外，盖塔-达契亚在东南波兰也有影响。:121波兰语言学家Milewski Tadeusz（1966、1969）认为波兰南部出现了北波兰罕见的地名，可能就与达契亚语或伊利里亚语有关。:304:12有人认为在出现这些地名的喀尔巴阡、塔特拉山脉地区曾分布着与现代阿尔巴尼亚人祖先有关的达契亚部落。:306:12
另外据Nicolet （1991），普林尼曾称维斯瓦河是达契亚的西界。:109据Mielczarek，公元前4世纪盖塔-达契亚人的分布北界在普鲁特河和德涅斯特河之间，且大致与今日摩尔多瓦国境线重合。:13
据Müllenhoff（1856）、Schütte （1917）、Urbańczyk （2001）、Matei-Popescu （2007），玛尔库斯·维普撒尼乌斯·阿格里帕作的注也提到，维斯瓦河是达契亚的西界:510:19Urbańczyk （1997）据阿格里帕的注提出质疑，阿格里帕的地图（12BC之前）中，维斯瓦河分隔了日耳曼尼亚和达契亚。:13该地图早已亡佚，内容也不明了。后来的罗马地理学家，如托勒密（AD90– c. AD168）和塔西佗（AD56–AD117）:46都认为维斯瓦河是日耳曼尼亚和萨玛提亚欧罗巴之间的界线。:510

#### 1世纪
AD 20前后，斯特拉波《地理学》提到了达契亚人分布的地区。:28在此基础上，Lengyel&Radan （1980）、Hoddinott （1981）、Mountain （1998）认为盖塔-达契亚人在凯尔特波伊人兴起前、被达契亚击败后都分布在蒂萨河两岸:215:V.1.6; VII.1.3; VII.5.2达契亚人对多瑙河和蒂萨河河间地区的掌握似乎很脆弱。:87匈牙利考古学家Parducz （1856）认为蒂萨河以西的达契亚人的存在可以追溯到布雷比斯塔时代。:228据塔西佗（AD 56–117），达契亚人在东南部与日耳曼人接壤，而萨尔马特人在东部又与日耳曼人接壤。
伊阿居格人于1世纪开始定居在达契亚西部的多瑙河-蒂萨河平原上，参部分学者对老普林尼记载的解释：“多瑙河和赫西尼亚森林（黑森林）间的高地，直到卡农图姆的潘诺尼亚冬季驻地，以及那里的日耳曼边境的平原和平地，都被萨尔马特伊阿居格人占领，而被他们赶走的达契亚人则占据了远至Theiss河的山区和森林。”:93:60:179:228:10考古证据说明，当地的凯尔特-达契亚人群将其特征保留到了3世纪。:13据Mocsy，考古发现则可以定年于罗马征服后的公元2世纪，说明在那时部分Iazygian公墓瓶受强烈达契亚文化影响。:95M. Párducz （1956）、Z. Visy （1971）报告了Cris-Mures-蒂萨地区及多瑙河布达佩斯熔合区发现的达契亚风格集中。这些新发现的地图今天仍然有效，但它们已被更多的发现所补充，覆盖了更广泛的区域，特别是多瑙河和蒂萨河之间的河间地区。:65然而，这种解释已被20世纪末的考古学发现所推翻，萨尔马特人的定居点和墓葬遗址遍布蒂萨河两岸的匈牙利平原，例如匈牙利东南部的Gyoma和东北部的Nyiregyhaza。《巴灵顿地图集》显示，伊阿居格人占据了蒂萨河的两岸。（图20）

#### 2世纪

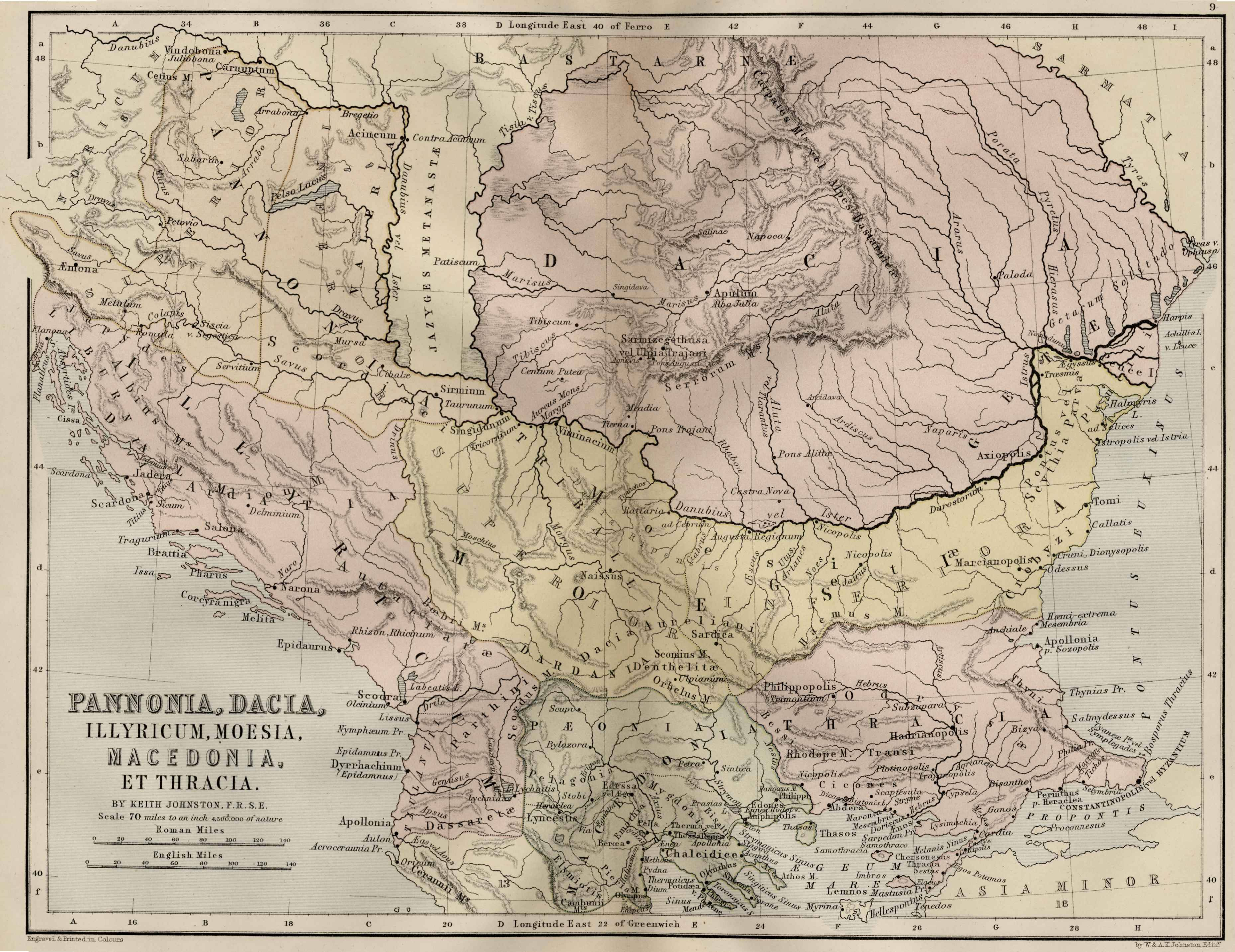
含达契亚的中欧地图

105–106 AD罗马帝国征服达契亚的几十年后，:61托勒密《地理学指南》 给出了达契亚地区的精确边界。学者们一致认为托勒密所指的达契亚是蒂萨河、多瑙河、德涅斯特河上游和锡雷特河之间的地区。:517:21:71主流的历史学家接受了这种解释，如Avery（1972）、Berenger（1994）、Fol（1996）、Mountain（1998）、Waldman Mason（2006）等。:25:59:205:113:223托勒密还给出了今日波兰境内维斯瓦河上游盆地的达契亚地名：Susudava、Setidava（有手稿作Getidava。:429:270:31这可能是布雷比斯塔扩张的结果。:429据Schütte （1917）、Childe （1930），达契亚语向北扩张至维斯瓦河的进程一直持续到170–180AD，日耳曼哈斯庭吉人将一个达契亚群体从这个地区驱逐出来为止。:245:143, 109Schütte （1952）将这个达契亚人群与具有特定达契亚语后缀“-dava”的城镇联系起来，即Setidava。:270Heather (2010)也认为以前的达契亚人的存在随着哈斯庭吉人的到来而结束，他说哈斯庭吉人汪达尔人图控制以前属于自由达契亚人群体的土地，称为Costoboci”。:131喀尔巴阡山脉北坡的几个部落也被提到，一般认为是色雷斯达契亚人，即Arsietae（维斯图拉河上游）、:270:53:249:27:117Biessi/Biessoi:27:53:99:63、Piengitai。:53:117Schütte （1952）将达契亚部落Arsietae与Arsonion镇相联系。:270文献说明在维斯瓦河上游波罗的-斯拉夫地区有以达契亚语-dava“城镇”结尾的地名。:92Biessi人住在喀尔巴阡山脚下，在托勒密的地图上，它位于德涅斯特河和锡安河的上游，这是维斯图拉河的喀尔巴阡山右岸支流。:98Biessi （Biessoi）可能将他们的名字留在了Bieskides山，它向北与喀尔巴阡山相连（Schütte 1952）。:270托勒密（140）在维斯图拉河两岸只列出了日耳曼或巴尔托-斯拉夫部落名称，都没有达契亚人，（ref: II.10; III.7）《巴灵顿地图集·图十九》也如此。:Map 19
马科曼尼战争（166–180）之后，罗马达契亚以外的达契亚人群开始迁徙，“来自罗马达契亚附近的1.2万名达契亚人被从他们自己的国家送走”。他们的家园可能是上蒂萨行省，但也不能排除其他地方。:249

### 罗马帝国统治早期（30 BC–AD 100）的达契亚语区

#### 历史语言学概览
主流学者认为，达契亚语早在1000 BC之前就已经成为多瑙河以北达契亚的主要语言，而在500 BC之前，达契亚多瑙河以南的默西亚也成为主流语言。
c. 400 BC开始，凯尔特人群离开了他们在日耳曼南部/高卢东部的拉坦纳文化核心区，渗透并定居在欧洲东南部，一直分布到黑海和安纳托利亚。到c. 250 BC，今日奥地利、斯洛伐克、匈牙利和罗马尼亚等国的大部分地区、比萨拉比亚和默西亚，都受到凯尔特人的文化影响，并且可能在许多地区建立了政权。:59这一迁徙过程将凯尔特人的物质文化，特别是先进的冶金术，带到了伊利安和达契亚部落。在奥地利、斯洛伐克、匈牙利平原、特兰西瓦尼亚、贝萨拉比亚和色雷斯东部，发生了特别密集的凯尔特人定居，拉泰纳型墓地的集中就是证明。:69据Batty，特兰西瓦尼亚中部似乎成了凯尔特人的飞地或统一王国。:279很可能在凯尔特人统治时期，达契亚语被凯尔特语特兰西瓦尼亚方言所取代。在多瑙河以南的默西亚，也有广泛的凯尔特化。:59一个例子是古代历史学家蒂托·李维记载的上默西亚Scordisci部落，不仅讲凯尔特语，其文化也显示出凯尔特人的特征。
到60 BC，凯尔特人在该地区的政治霸权似乎已经崩溃，整个地区的本土达契亚部落似乎重新确立了自己的身份和政治独立。:91这一过程可能部分归功于盖塔王布雷比斯塔（ca 80 – 44 BC在位）的事业，他似乎在他的领导下凝聚了几个格蒂克和达契亚部落。很可能在这一时期，达契亚语在特兰西瓦尼亚重新获得了它以前的主导地位。
29–26 BC，默西亚被罗马人征服并吞并。随之而来的是密集的罗马化进程。多瑙河作为帝国的新边疆和罗马军队的主要河道补给线，很快就布满了堡垒和补给站，由数个罗马军团和许多罗马辅助军团驻守。出现了许多罗马退伍军人的定居地。征兵导致大量的非达契亚移民，如士兵、家属、工人和商人，从罗马帝国的各个地方，特别是从巴尔干半岛的其他地方涌入默西亚。很可能在图拉真入侵达契亚时（101-106），默西亚达契亚语已基本被拉丁语取代。
征服达契亚后，多瑙河以北也出现了类似的罗马化进程，到200 AD，在罗马人长期占领的地区，拉丁语可能占主导地位。此外，在达契亚战争之前或期间，达契亚地区一些未被占领的地区似乎被萨尔马提亚部落所占领；例如东瓦拉几亚，68 AD被罗克索拉尼人占领。:I.79到200 AD左右，达契亚语的分布很可能限制在自由达契亚群体所占据的dava区，可能只相当于喀尔巴阡山东部。
奥勒良在位（270-275）期间，罗马人从他们统治的达契亚地区撤出了一部分行政及军事力量，可能还有很大一部分人口。因而这个地区后来的语言状况是有争议的。传统的罗马尼亚历史学认为，拉丁语人口一直持续到中世纪，形成今天罗马尼亚语居民的基础。但此说缺乏证据（例如，除了进口的罗马硬币/文物上的拉丁文铭文外，该地区没有任何275年后的拉丁文铭文）。可以肯定的是，到了300年，整个北多瑙河地区已经落入讲日耳曼人的统治下，这种霸权一直持续到500年左右：哥特人掌握了总体霸权，而在他们之下，还有泰法利人和格皮德人等较小的日耳曼部族。一些历史学家认为，该地区的语言在这一时期变成了日耳曼语。:155至少瓦拉几亚一块地方可能在600年之前已经开始讲斯拉夫语，因为当时的拜占庭编年史家经常将其称为Sklavinía（希腊语“斯拉夫人的土地”）由于完全缺乏文献资料，这一时期达契亚语的存续情况无法确定。人们普遍认为，这种语言在600年之前就已经灭绝了。

#### 达契亚与默西亚：以-dava结尾的地名

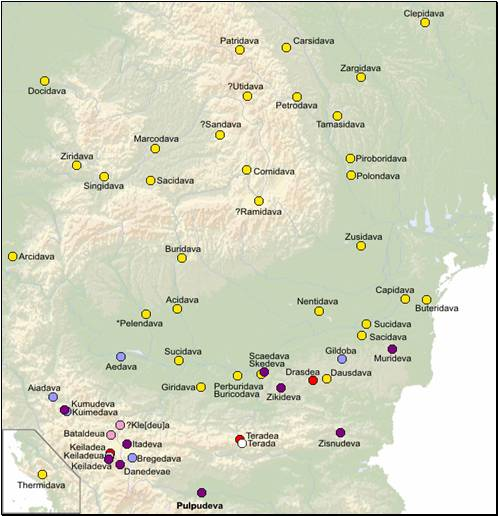
据Olteanu （2010），已证实的带-dava后缀的地名的地理分布图，包括达契亚、默西亚、色雷斯和达尔马提亚。dava的分布证实了达契亚和默西亚是达契亚语区。除少数例外，dava区与托勒密对达契亚边界的定义一致。没有确凿证据表明达契亚语在1世纪时是dava区以外的主要语言。据斯特拉波，色雷斯人与达契亚人语言相通，这样一来达契亚语的分布会远至爱琴海和博斯普鲁斯。但斯特拉波的观点在现代语言学家中存在争议：巴尔干山脉以南没有dava地名，只有一个例外（详见下文达契亚语#与古代语言的关系一节）。

罗马帝国时代开始时（30 BC），达契亚语可能在达契亚和默西亚地区占主导地位（可能包含一些凯尔特语、日耳曼语岛）。斯特拉波说，默西亚人、达契亚人、盖塔人都说同样的语言，这与托勒密《地理志》中证明的地名分布相一致，这些地名带有达契亚后缀-dava（“镇”或“堡”）。一般来说，这个名字表示一个部落中心或一个重要的定居点，通常还有防御工事。
许多城市名称是由一个基础词（常是部落名）加一个-dava、-daua、-deva、-deba、-daba、-dova（<*dhewa“定居点”:886<PIE *dʰeh₁- （页面存档备份，存于）“放置”）形成的。
扎扎其语dew“村庄”是这个词在今日语言中唯一的遗存，不与达契亚语形式同源。达契亚语形式也可能是前印欧语来源，参见与南高加索语系*daba“城；村”的比较。
在多瑙河以北，dava区与托勒密对达契亚边界的定义基本一致，即南达多瑙河、西界蒂米什河、北至德涅斯特河上游、东抵锡雷特河的一片地区。:III.8.1–3在西部，Olteanu地图中的-dava地名似乎位于向北延伸的蒂米什线以内。然而，有四个dava位于托勒密的东部边界之外，即锡雷特河以东，其中Piroboridava、Tamasidava、Zargidava3个，托勒密描述为“与锡雷特河极近”，唯一一个能确定位置的Piroboridava距锡雷特河仅3 km。:Map 22Clepidava的位置不确定：Olteanu认为它在比萨拉比亚东北，Georgiev则将其定位在更西边的乌克兰西南部，位于锡雷特河上游和德涅斯特河之间。:191 （map）
在多瑙河以南，分布着达契亚语的达契亚-默西亚语方言，可能是默西亚地区的主导语言。默西亚又分为上默西亚行省（大致对应今日塞尔维亚）和下默西亚行省（今日保加利亚北部直至巴尔干山脉、罗马尼亚多布罗加地区）。这可以从-dava地名的分布中得到证明，这些地名出现在上默西亚东半部和下默西亚各地。:191 map 这些地区主要由据信是讲达契亚语的部落居住，如特里巴利人、默西亚人、盖塔人。
然而，dava区在历史时期并不完全或统一地讲达契亚语。凯尔特的影响在那里一直持续到2世纪：托勒密（III.8.3）列出Taurisci、Anartes两支凯尔特人，他们居住在达契亚的最北端，位于喀尔巴阡山脉北部。公元前1世纪的文献和考古记录也证明了巴斯塔奈人在这个地区的存在；根据Batty的说法，他们可能一直生活到1世纪。:378

#### 其他地区
有人认为，达契亚语的范围已经超出了托勒密所定义的达契亚和默西亚的范围。一些学者提出的一个极端观点是，达契亚语是波罗的海、黑海、爱琴海间的主要语言。但达契亚语作为达契亚和莫西亚以外的一种流行语言的证据似乎并不确定：

##### 比萨拉比亚
许多学者认为，锡雷特河以东，达契亚语也是现代摩尔多瓦、比萨拉比亚地区的主要语言，至少在德涅斯特河以东是如此。支持此说的主要证据包括3个锡雷特河以东的dava地名，以及被主流认定为属于达契亚人的摩尔多瓦两个民族：Carpi人和Costoboci人。然而，学术界对Carpi和Costoboci的达契亚民族性存在争议，他们也被不同证据认定为萨尔马特人、日耳曼人、凯尔特人或原斯拉夫人。许多非达契亚人，包括定居的和游牧的，斯基泰-萨马提亚罗克索拉尼人、阿伽杜尔索伊人、日耳曼/凯尔特巴斯塔纳人、凯尔特Anartes，在文献和出土文物证据中，都证明生活在这一地区。:Map 22因此，罗马时代该地区的语言状况须视作不能确定，很有可能说的是多种多样的语言。如果该地区的所有居民都使用一种通用语，那也不一定是达契亚语，也可能是凯尔特语、日耳曼语或萨尔马特语。

##### 巴尔干半岛
有人认为古色雷斯语是达契亚语的方言，或反之，这样达契亚语区延伸到色雷斯行省，占据了巴尔干山脉以南的现代保加利亚、希腊北部和土耳其欧洲部分，一直延伸到爱琴海。但这一理论基于奥古斯丁时代地理学家斯特拉波《地理志》VII.3.2和3.13，存在争议；反对者认为色雷斯语是一种不同于达契亚语的语言，或有关联，或无关联。（下详）

##### 安纳托利亚

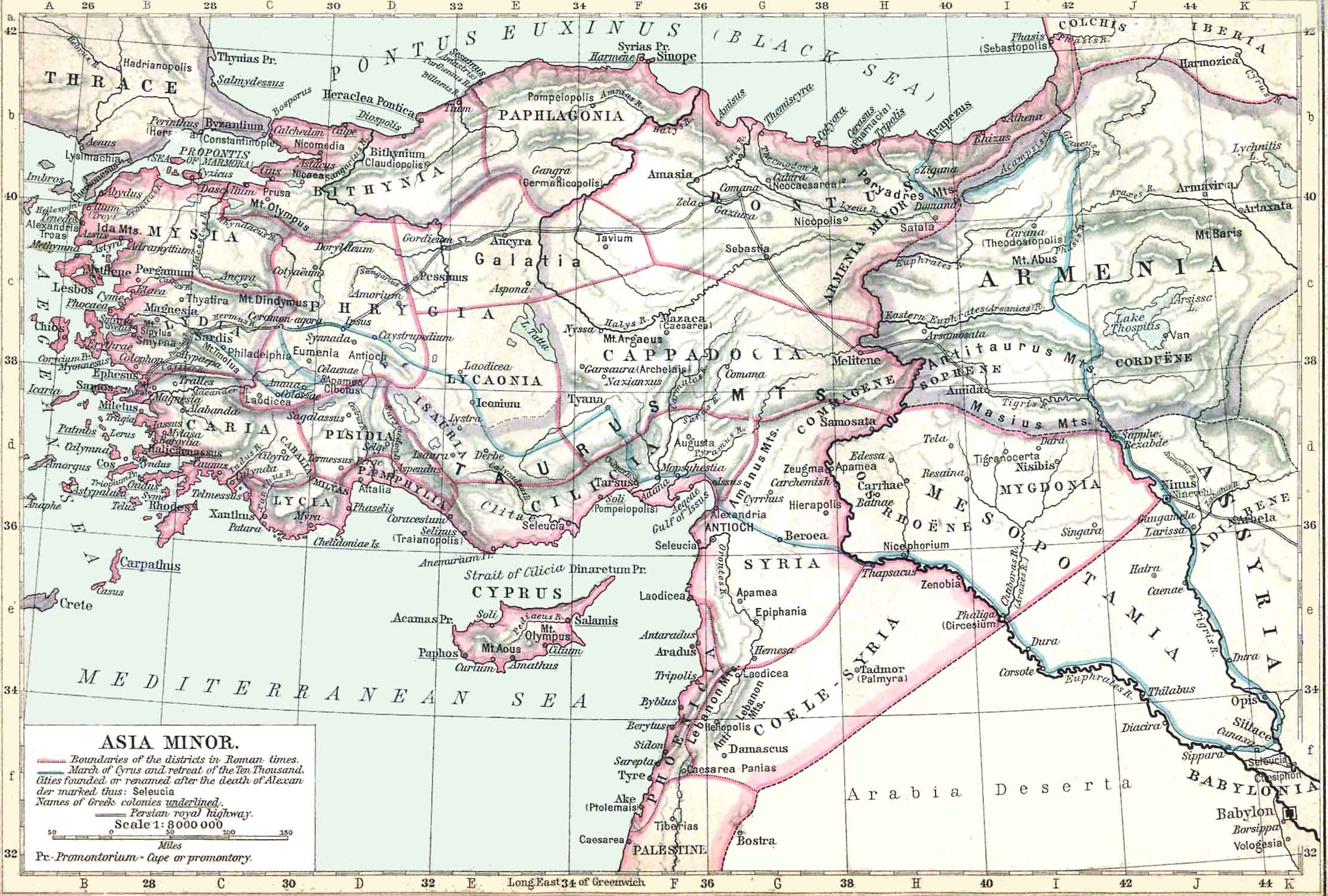
显示古安纳托利亚地区的地图，含比提尼亚、弗里吉亚、密细亚

据一些文献，特别是斯特拉波所说，安纳托利亚半岛西北部比提尼亚、弗里吉亚、密细亚地区被来自色雷斯或达契亚的部落占据，因此说的是色雷斯或达契亚语方言（斯特拉波声称，这些语言又是密切相关的）。然而，一些学者对达契亚语和色雷斯语之间的联系有争议，这两种语言与弗里吉亚语间的联系也是如此。
据斯特拉波（VII.3.2）、希罗多德的说法，比提尼亚人来自Bithyni、Thyni两支色雷斯部落，他们从色雷斯斯特鲁马河周边迁来，因此讲色雷斯语。此外，斯特拉波（VII.3.2）还称，临近的弗里吉亚人也是色雷斯部落的后裔，即布里吉亚人，并讲一种类似色雷斯语的语言。事实上，已经确定比特尼人和弗里吉亚人都说弗里吉亚语。弗里吉亚语比色雷斯语和达契亚语有更完善的记录，约有200个以这种语言书写的碑文存世。对它们的研究使主流接受了古希腊哲学家柏拉图（《克拉底鲁篇》410a）的观点，即弗里吉亚语显出与希腊语的强烈亲缘关系。:{{{1}}}Georgiev在一篇文章中认为，弗里吉亚语最初与希腊语和古马其顿语（不包括色雷斯语和达契亚语）属于同一个语族，:285–297但后来又认为弗里吉亚语自成一支（也与色雷斯语或达契亚语无关）。:282这一观点目前获得了主流学术界的青睐。:888
另外，斯特拉波（VII.3.2）还将多瑙河流域的默西亚人与安纳托利亚西北部与弗里吉亚人相邻的密细亚人相等同，认为他们的名字分别是同一名称的希腊语和拉丁语变体。他补充说，密细亚人是迁到安纳托利亚的默西亚人，也讲达契亚语。接受斯特拉波的说法，将默西亚人的语言称为“达契亚-密细亚语”。然而，无论达契亚语还是密细亚语都没有足够的材料来验证斯特拉波的说法。斯特拉波被两个部落名称巧合的相似误导了。

##### 匈牙利平原
达契亚西北部广泛使用达契亚语的假设主要是基于布雷比斯塔（80-44 BC在位）的生涯。据斯特拉波，布雷比斯塔在他的领导下凝聚了盖塔-达契亚部落，并进行了远至潘诺尼亚和色雷斯的军事行动。尽管斯特拉波似乎将这些行动描述为短期的掠夺、惩罚敌人的突袭，但一些罗马尼亚学者根据对考古数据有待商榷的解释，认为这些行动使达契亚人对dava区以外大片领土得以长期占领并定居。
一些学者断言，达契亚语是匈牙利大平原定居人口的主要语言，至少远至蒂萨河，也可能远至多瑙河。凯撒、斯特拉波、老普林尼等古代学者的言论被部分人解读为支持这一观点，但这些言论过于含糊不清，没什么地理价值。没有什么确凿证据能支持平原上有大量达契亚族：
1. 地名：托勒密（III.7.1）提供了8个伊阿居格Metanastae（即匈牙利平原）地名，没有一个带-dava的后缀。至少有三个地名--Uscenum、Bormanum和唯一可以确定位置的Partiscum（匈牙利塞格德）--已被确认为凯尔特地名。[79]

1. 考古：拉坦纳型墓地的集中表明，匈牙利平原在400–260 BC间是凯尔特人大量移民和定居的地方（上详）。一些年代较早的文献将100 BC–AD 100间平原定居社会文物解释为显出达契亚（Mocsy 1974）或凯尔特-达契亚（Parducz 1956）特征。然而，使用现代科学方法对文物的研究，如Szabó （2005）和Almássy （2006），则发现这一时期匈牙利平原的定居人口主要是凯尔特人，达契亚特征可能是贸易或文化交流的结果。[80]:263据亲自发掘了其中一些遗址Almássy所说，在1986-2006年间发掘的94个同时代遗址中，绝大多数被确定为可能是凯尔特人，而只有两个可能是达契亚人。[80]:253 （fig. 2）, 254 （fig 3）他总结道：“我们不得不指望匈牙利大平原上一个零星的凯尔特村庄网络，其中凯尔特居民还与斯基泰时代的人[指公元前1世纪斯基泰人涌入的痕迹]混居，这可能持续到凯尔特晚期而没有重大变化。这个系统由小型、农场样定居点组成，间杂一些相对较大的村庄......1世纪，没有任何东西能证明存在达契亚人的大量移民。”[80]:263Visy （1995）同意，1世纪末萨尔马提亚人占领平原之前，平原上几乎没有达契亚人的考古学证据。[81]:280

1. 铭文：AE （1905） 14号铭文记录了奥古斯都时代马库斯·维努希斯将军在匈牙利平原的一次战役，时间是10 BC[80]:253或8 BC[82]，即在罗马征服潘诺尼亚期间或之后（bellum Pannonicum 14-9 BC），维努希斯作为邻近的罗马伊利里库姆行省的总督在其中发挥了主导作用。铭文写道：“马库斯·维努希斯...[父名]，[19 BC]执政官....[各种官衔]，伊利里库姆行省总督，第一个跨越多瑙河[的罗马将军]，在战斗中击败并击溃了一支达契亚人、巴斯塔奈人的军队，并征服了Cotini、Osi...[漫失部落名称]和Anartii，使其臣服于奥古斯都皇帝和罗马人民的权力之下。”[83]碑文表明，匈牙利平原的人口在奥古斯都时代仍以凯尔特人为主：学术界的共识是，Cotini人和Anartes人是凯尔特人，Osi人是凯尔特人或凯尔特化的伊利里亚人。

##### 斯洛伐克
有人提出，达契亚语在今日斯洛伐克和波兰部分地区也很盛行。其依据是，在布雷比斯塔时代，达契亚人占领了斯洛伐克的Zemplin要塞——这一时期，达契亚以外的战役大都发生在60-44 BC间——以及托勒密记载的波兰维斯图拉河下游的两个dava地名的位置。
公元前1世纪达契亚人占领斯洛伐克的假设与考古证据相矛盾，该地区从c. 400 BC起就以凯尔特文化为主；还有一个完善的波伊凯尔特部落的王国。公元前1世纪，这个政体还以今日布拉迪斯拉发为基地，发行了自己的金银币（所谓“Biatec”币），其中几个刻了公认的凯尔特名的王名。这个王国也有许多凯尔特型奥皮杜姆（oppida），其中Zemplin就是斯洛伐克东南部最重要的例子。此外，这一时期出现在斯洛伐克的普霍夫文化被主流学者认为是凯尔特文化。一些学者认为，从60 BC起，Zemplin就被布雷比斯塔占领，但这是基于达契亚、凯尔特风格文物共存做出的推断，可能只是文化交流的影响。但即使布雷比斯塔领导的达契亚军队真的占领了Zemplin，它也是短暂的，44 BC布雷比斯塔去世后，他的王国就分裂成了四个。因此，任何情况下，都不能说明达契亚人统治时期，当地居民改说了达契亚语。Karol Pieta对普霍夫人种族的研究发现，普霍夫文化并不能确定是归于凯尔特--波伊人或Cotini人是最可能的候选--还是归于日耳曼（如Buri人）。尽管达契亚人影响这一地区的事实早已获得广泛承认，认为该地区的人就是达契亚人的观点几乎得不到支持。:204–209

##### 波兰
维斯图拉河流域有大量达契亚人的假设在现代学者中没有得到广泛支持，一般认为罗马帝国时代这一地区主要分布着日耳曼部落，例如Heather（2009）。:620 （map）:Map 19:43:II.10; III.7

## 达契亚语词汇

### 地名
托勒密给出了一份达契亚43个城镇名的列表，其中有33个可确证是达契亚的，全带后缀dava，意为村落或定居点。其他名字则缺少后缀，如Zarmisegethusa regia=Zermizirga，其他9个达契亚起源的名字似乎已经被拉丁化。:114
达契亚语区的特点主要就是以-dava、-deva、-daua、-daba等结尾的地名。依地理位置分类如下：
- 达契亚行省（共26个）：Acidava、Argedava、Argidava、Buridava、Cumidava、Dokidaua、Karsidaua、Klepidaua、Markodaua、Netindaua、Patridaua、Pelendova、*Perburidava、Petrodaua、Piroboridaua、Rhamidaua、Rusidava、Sacidaba、Sangidaua、Setidava、Singidaua、Sykidaba, Tamasidaua、Utidaua、Zargidaua、Ziridava、Zucidaua。
- 下默西亚行省（今日保加利亚北部）和小斯基提亚（多布罗加）（共10个）：Aedabe、*Buteridava、*Giridava、Dausdavua、Kapidaua、Murideba、Sacidava、Scaidava、Sagadava、Sukidaua。
- 上默西亚行省（今日尼什、索菲亚、丘斯滕迪尔一部分）（共7个）：Aiadaba、Bregedaba、Danedebai、Desudaba、Itadeba、Kuimedaba、Zisnudeba。
- 达尔马提亚Thermi-daua（托勒密），*Germidava的希腊化形式。该定居点可能由达契亚移民建立。
- 色雷斯村庄Gil-doba，位置未知。
- 色雷斯Pulpu-deva，今日保加利亚普罗夫迪夫。

一些达契亚定居点没有-dava结尾或变体后缀。其中一些是：Acmonia、Aizis、Amutria、Apulon、Arcina、Arcobadara、Arutela、Berzobis、Brucla、Diacum、Dierna、Dinogetia、Drobeta、Egeta、Genucla、Malva、Napoca、Oescus、Patruissa、Pinon、Potaissa、Ratiaria、Sarmizegetusa、Tapae、Tibiscum、Tirista、Tsierna、Tyrida、Zaldapa、Zeugma、Zurobara。

### 部落名
就托勒密定义的达契亚而言，大多数部落名称与西维塔斯城邦列表上的部落名称相似，只有少数例外。:46Georgiev将Triballi人、默西亚人、达尔达尼亚人算作达契亚-默西亚人。:78:150
- Aedi
- Albocenses[89]
- Anarti[89]
- Apuli[89]，核心城市为Apulon
- Biephi[89]
- Biessoi，据《罗马帝王纪》在马科曼尼战争 （166-180 AD）中与罗马作战
- Buredeenses[89]
- Buri，都Buridava
- Carpi
- Caucoenses/Cauci[89]
- Ciaginsi[89]
- Clariae[90]
- Coertoboci[89]/Koistobokoi/Koistobokoi Montanoi[91][页码请求]
- Crobidae[89]
- Daci
- 盖塔人[92]
- Napae，达契亚化斯基泰人部落，可能是Napoca城名字的来源[93]:165; 82
- Osi是达契亚人，[94]也有人认为其属于日耳曼人[95]或凯尔特人[96]。据《罗马帝王纪》在马科曼尼战争（166-180 AD）中与罗马作战
- Piephigi[89]
- Potulatenses[89]
- Predasenses[89]
- Rhadacenses[89]
- Sabokoi，据《罗马帝王纪》在马科曼尼战争（166-180 AD）中与罗马作战
- Saldenses[89]
- Scaugdae[90]
- Sense[89]
- Suci
- Terici[97]
- Teurisci[89]
- Trixae[89]
- Tyrageti[98][來源可靠？]
- Troglodytae[99]

### 植物名

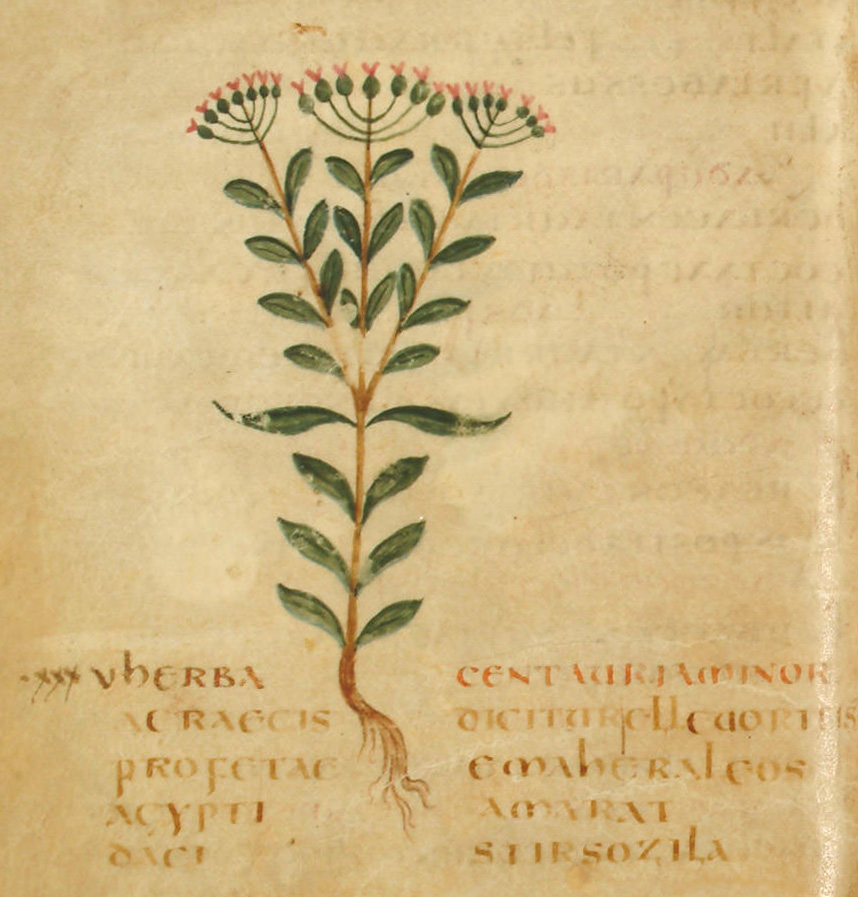
矢车菊，达契亚语Stirsozila，莱顿大学图书馆藏6世纪伪阿普列乌斯《论草药的功效》手稿

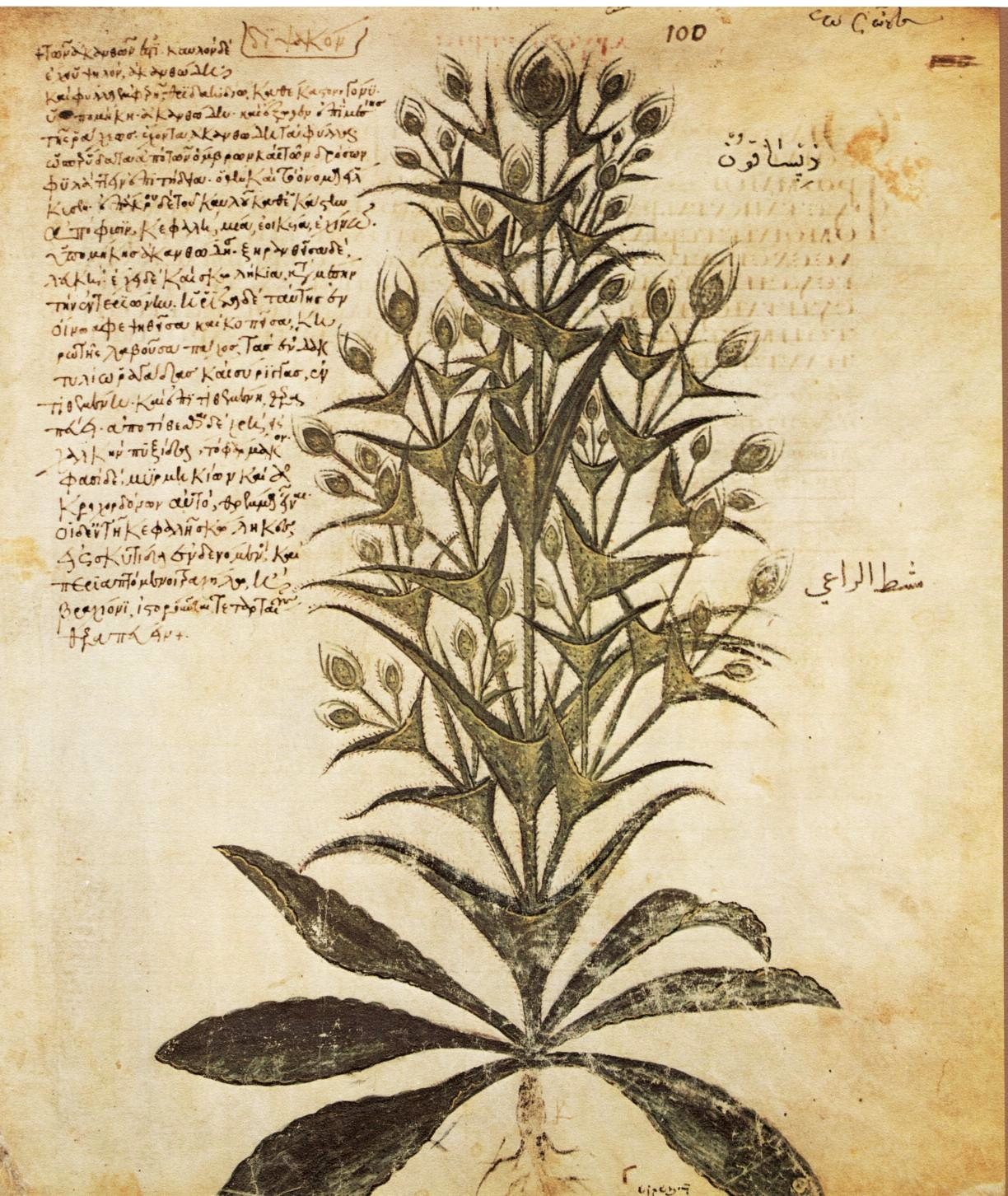
起绒草，达契亚语Skiare，维也纳6世纪迪奥斯科里德斯《药物论》手稿

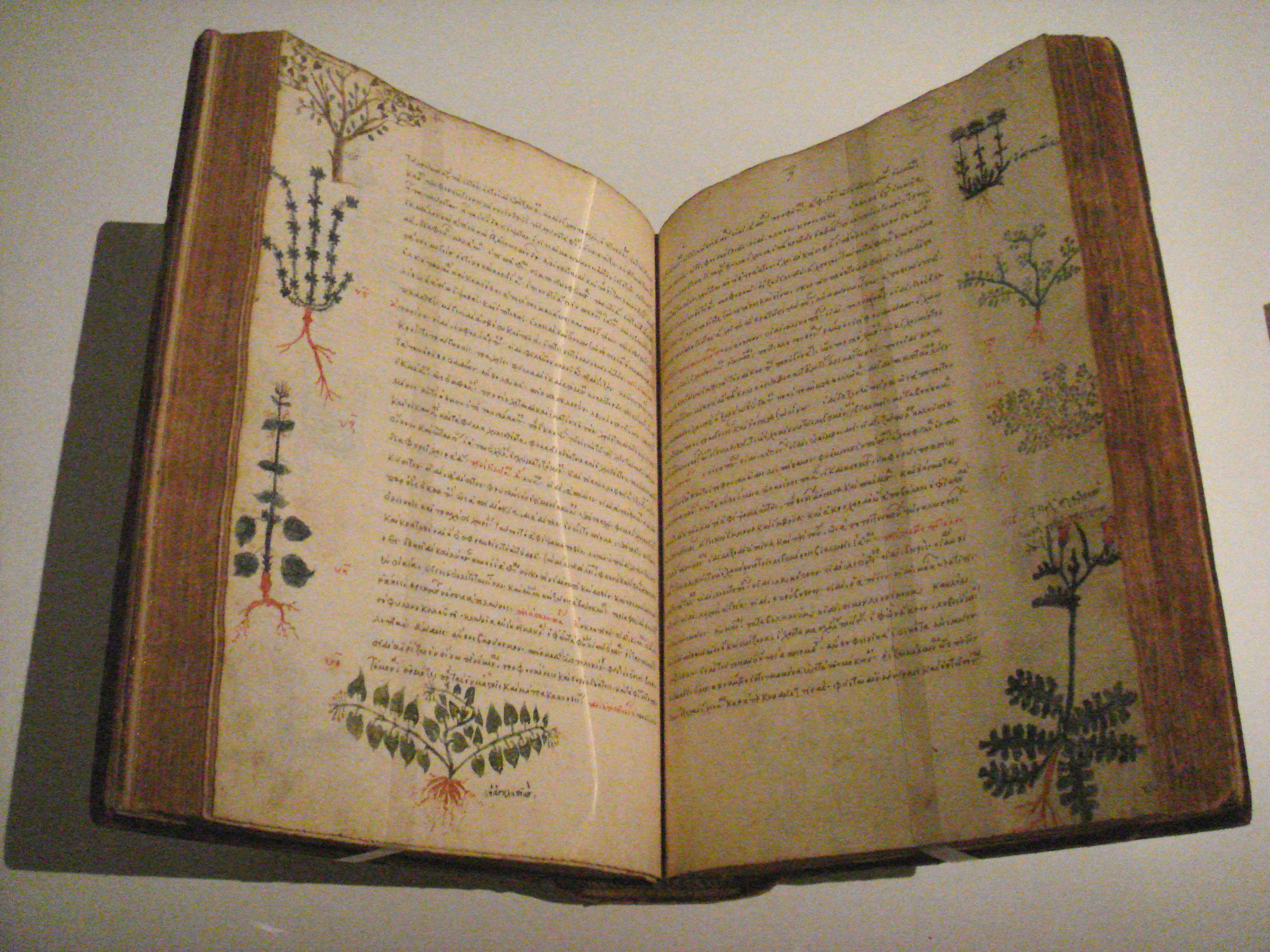
迪奥斯科里德斯《药物论》15世纪拜占庭本

一些药用植物和草药的达契亚语名称存于古代文献中，其中《药物论》收录约60种。:120出身小亚细亚Anazarbus的希腊医师迪奥斯科里德斯在1世纪中叶编写了医学教科书《药物论》（下表中简写为MM）。据Wellmann（1913）提出、Russu（1967）接受的观点，达契亚植物名称是在3世纪从希腊语法学家亚历山大的潘非卢斯（1世纪）公布的词汇那里加上的。:45达契亚人的词汇可能是4世纪时加进伪阿普列乌斯文本中的。达契亚植物名称中，达契亚语、拉丁语和希腊语词汇存在混合现象，可能是该时期发生过语言交叉。:315
虽然许多达契亚地名的含义不确定，但作为达契亚词汇的来源，它们比迪奥斯科里德斯提供的药用植物名称更可靠，后者需要推测性的鉴定：据Asher & Simpson，57个名称中，有25个可能是错的。:1665据保加利亚语言学家Decev，42个所谓达契亚植物名称中，只有25个是真正的达契亚语来源，有10个来自拉丁语，7个来自希腊语。伪阿普列乌斯手稿《De Herbarum Virtutibus（论草药的功效）》（下表中简写为Herb）的31个植物名称中，只有16个是真正的达契亚语来源，有9个来自拉丁语，8个来自希腊语。:315
伪阿普列乌斯手稿中达契亚、拉丁、希腊均有的如下：
- 达契亚语blis、拉丁语blitum（来自希腊语bliton）：紫苋菜[103]:348
- 达契亚语amolusta、奥斯坎语amolocia：洋甘菊[103]:348[104]:81
- 达契亚语dracontos、意大利语族dracontes：迷迭香[103]:348

| 达契亚语                                                                       | 俗名                              | 学名                            | 注释 |
| ------------------------------------------------------------------------------ | --------------------------------- | ------------------------------- | --- |
| Adila                                                                          | 1. 拳参 2. 疆南星属               | 1. 拳参 2. 斑叶疆南星           | 1. ^ 这个含义的主要来源尚未确定 2. ^ Herb., 14                                                                                              |
| Amalusta, Amolusta , Amulusta                                                  | 洋甘菊                            | 德国洋甘菊或多花菊              | ^ Herb. 23；可能与阿尔巴尼亚语语ëmbël、ambël“甜”有关。 *lustu为原始凯尔特语“植物”                                                           |
| Aniarsexe, Aniassexie                                                          | 驴喜豆                            | 红豆草                          | |
| Aprus                                                                          | 格拉德温鸢尾                      | 白玉鸢尾                        | |
| Arpopria, Arborria                                                             | 常春藤属                          | 洋常春藤                        | |
| Asa                                                                            | 款冬                              | 款冬                            | 也是Bessi语植物名称 |
| Aurumetti, Aurimetellum                                                        | 老鹳草属                          | 林地老鹳草？                    | MM 2.175, Herb. 67 |
| Azila                                                                          | 琉璃草                            | 倒提壶属                        | 可能是Usazila的变体（见下） |
| Bles, Blis                                                                     | 紫苋菜                            | 凹头苋                          | |
| Budalla, Budama, Budathala, Budathla                                           | 牛舌草                            | 牛舌草                          | |
| Caropithla, Karopithla                                                         | 1. 黄细拉豆 2. 普遍多足蕨         | 1. 扁鸟爪豆 2. 欧亚多足蕨       | |
| Cercer, Cerceraphron, Kerker, Kerkeraphron                                     | 琉璃繁缕属                        | 琉璃繁缕                        | |
| Chodela, Khodela                                                               | 地松                              | 石松（东北石松或多穗石松）？    | |
| Cinouboila （页面存档备份，存于）, Cinuboila, Kinouboila, Kinuboila            | 1. 野南瓜 2. 白泻根 3. 白葡萄     | 1. 旱地油瓜 2. 白泻根 3. 普通属 | kinu“犬”+oboila“苹果”复合词，类似于立陶宛语šúnobuolas“野南瓜”、色雷斯语dinupula, sinupyla                                                   |
| Coadama, Koadama                                                               | 眼子菜                            | 斑鸠眼子菜                      | |
| Coicolida, Koikolida                                                           | 茄子                              | 颠茄                            | koiko“独眼”或“盲”类似于拉丁语caecus“盲”、爱尔兰语caoch“独眼”、哥特语haihs“独眼”、梵语kekara“斜视”                                           |
| Cotiata, Kotiata                                                               | 柳枝稷                            | 指黍                            | 也指冰草属？ |
| Courionnecum, Couriounnecum, Curiounnecum, Kourionnekoum                       | 海芋                              | 疆南星                          | |
| Coustane, Croustane, Crustane, Custane, Koustane, Kroustane, Krustane, Kustane | 大/小毛莨                         | 白屈菜或小毛莨                  | |
| Cycolis, Kykolis                                                               | 地樱或印度人参                    | 酸浆或睡茄                      | |
| Dacina, Dakina                                                                 | 1. 甜菜头 2. 藜芦                 | 1. 甜菜 2. 藜芦                 | 默西亚语指这些植物的名称为Mendruta（见下）                                                                                                  |
| Dicotella                                                                      | 白泻根                            | 白泻根                          | |
| Dielina, Dielleina, Diellena                                                   | 莨菪                              | 天仙子                          | |
| Diesapter                                                                      | 毛蕊花属                          | 毛蕊花属                        | |
| Diessathel                                                                     | 波叶毛蕊花                        | 腋花毛蕊花                      | IE *diwes-sētlo；第二部分意为“筛子”（参古诺斯语sáld“筛子”、威尔士语hidl“筛网”、立陶宛语sėkla“种子”、希腊语ēthein“筛”、古教会斯拉夫语sito+） |
| Diesema                                                                        | 毛蕊花                            | 毛蕊花属                        | IE *diyes eusmn“燃烧的天空”（参拉丁语dies“天”、希腊语heúein“烧”、阿尔巴尼亚语diell“日”），类似于德语Himmelbrand“毛蕊花”，字面“燃烧的天空”。 |
| Diodela, Duodela, Duodella, Ziodela                                            | 1. 欧蓍草？ 2. 洋甘菊 3. 甜马郁兰 | 1. 蓍？ 2. 德国洋甘菊 3. 墨角兰 | |
| Dracontos                                                                      | 迷迭香                            | 迷迭香                          | |
| Dokela                                                                         | 筋骨草                            | 筋骨草                          | |
| Dyn                                                                            | 荨麻                              | 荨麻                            | |
| Ebustrone                                                                      | 小毛莨                            | 小毛莨                          | 来自伪阿普列乌斯手稿 |
| Gonoleta, Gouoleta, Guoleta, Guolete                                           | 紫草属                            | 丁香紫草                        | 用作口服避孕药 |
| Hormea, Hormia                                                                 | 年香紫苏                          | 丹参鼠尾草                      | |
| Lax                                                                            | 马齿苋                            | 马齿苋                          | 用作泻药 |
| Manteia, Mantia                                                                | 羊黑莓                            | 绒毛悬钩子                      | |
| Mendruta                                                                       | 1. 甜菜 2. 藜芦                   | 1. 甜菜 2. 藜芦                 | 实际上是默西亚语植物名 |
| Mizela, Mizila, Mozula, Mouzula                                                | 百里香                            | 百里香                          | |
| Nemenepsa                                                                      | 地松                              | 石松属                          | |
| Olma                                                                           | 矮人长老、矮接骨木                | 戊接骨木                        | |
| Parithia, Parthia                                                              | 狗牙根属                          | 狗牙根属？                      | |
| Pegrina                                                                        | 白泻根                            | 白泻根                          | |
| Phithophthethela                                                               | 铁线蕨属                          | 铁线蕨属                        | |
| Polpum                                                                         | 莳萝                              | 莳萝                            | |
| Priadela, Priadila                                                             | 白/黑泻根                         | 白泻根或常见薯蓣                | |
| Probedula, Procedila , Propedila, Propedula, Propodila                         | 委陵菜属                          | 匍匐委陵菜                      | ^ Procedila<Prokedila，可能来自*Probedila的误写，β/κ混淆常见于希腊手稿。比较高卢语名称Pempedula（五叶）。                                   |
| Prodiarna, Prodiorna                                                           | 铁筷子属                          | 黑根铁筷子                      | |
| Rathibida                                                                      | 紫菀                              | 雅美紫菀                        | |
| Riborasta                                                                      | 牛蒡属                            | 牛蒡属                          | |
| Salia                                                                          | 1. 茴芹 2. 茴芹                   | 1. 茴芹 2. 毛金丝桃             | |
| Seba                                                                           | 接骨木属                          | 接骨木属                        | |
| Skiare                                                                         | 野川续断                          | 起绒草                          | |
| Skinpoax, Sipoax, Spioax                                                       | 大叶车前草                        | 大车前草                        | |
| Sikupnoex, Sikupnux                                                            | 刺芹属                            | 野刺芹                          | |
| Stirsozila                                                                     | 百金花                            | 矢车菊                          | 来自伪阿普列乌斯手稿 |
| Tanidila                                                                       | 猫薄荷                            | 荆芥属                          | |
| Teudila                                                                        | 辣薄荷或欧薄荷或新风轮属？        | 辣薄荷或欧薄荷或新风轮属？      | |
| Troutrastra, Trutrastra, Tutrastra                                             | 1. 南瓜 2. 药西瓜                 | 1. 南瓜属 2. 药西瓜             | |
| Toulbela, Tulbela                                                              | 百金花                            | 矢车菊                          | |
| Usazila                                                                        | 琉璃草                            | 倒提壶属                        | 可能是Azila的变体（见上） |
| Zena                                                                           | 毒参属                            | 毒参                            | |
| Zired                                                                          | 红茎蒿                            | 猪毛蒿                          | |
| Zououster, Zuste, Zuuster                                                      | 蒿属                              | 树蒿或荒野蒿                    | |

### 达契亚语词汇构拟

#### 方法论
Georgiev、Duridanov分别使用比较语言学方法来破译色雷斯和达契亚的古地名。Georgiev （1977）认为，通过将一个未知语言的古代地名、它的后续名称及其他印欧语系（无论古今）的同源地名和词汇进行比较，就可破译其含义，还认为仅通过分析词根来破译是没有科学价值的。:276他举了几个例子来说明他的方法，其中一个是指罗马尼亚东部的一个城镇和河流（多瑙河的一条支流），名为Cernavodă，在斯拉夫语中意为“黑水”。同一城镇在古代被称为Ἀξίοπα（Axiopa）或Ἀξιούπολις（Axioupolis），其河流称为Ἀξιός（Axios）。构拟用的假设是，Cernavodă是对古达契亚语名称的仿译，Axiopa在达契亚语中就意为“黑水”。:879据Georgiev，Axios的印欧语词根可能是*n̥-ks（e）y-no（“黑”，参阿维斯陀语axsaena）。:109根据已知的印欧语合成词形成规则，Axiopa在达契亚语中可分解为axi=“黑”和opa/upa=“水”；-polis是希腊语后缀，意思是“城市”，省略。然后，通过同源地名来验证这一假设。还有一条巴尔干河在古代也被称为Axios，其源头位于默西亚的达契亚语区，现代马其顿语名称是Crna reka（“黑水”）：虽然它在主要说伊利里亚语的达尔达尼地区。Georgiev认为这个河名是达契亚-默西亚语来源。axi这一组分也见于古希腊称黑海：Ἄξεινος πόντος–Axeinos pontos，后来改为委婉语Εὔξεινος πόντος Euxeinos pontos“好客海”。opa/upa可与立陶宛语upė“水”相印证。）:277镇名第二个组分*-upolis可能是*upa的小称，参立陶宛语小称upelis。:879
[注：Russu对这一词源提出质疑。Axiopa这个名字只在普罗科匹厄斯《论建筑》中出现过，可能是Axiopolis的变形。然而，即使这是正确的，Russu的反对意见也是无关紧要的：它并不影响将axi-释为“黑”或将upa释为“水”，参地名Scenopa。Fraser （1959）指出，出现在地名Axiopa中的词根axio也出现在萨莫色雷斯岛和斯巴达，那里有雅典娜-阿西奥波娜（Athena Axiopoina）崇拜。他认为这个前希腊语的词根来自色雷斯语，意为“伟大”。:28然而，不能确定希腊的Axi是否源自色雷斯语（相对于希腊语或其他语言），也不能确定它的意思是 “伟大”还是“黑”。无论如何，如果色雷斯语独立于达契亚语，这种反对意见可能就没有意义了。]
除Duridanov和Georgiev之外，其他学者也曾试图重建达契亚和色雷斯的词汇。Russu (1967)试图通过参考假定的原始印欧语词根来破译色雷斯和达契亚的专名（地名、人名）。:71Georgiev认为这种方法（称为Wurzeletymologien=“词根词源学”）“没有科学价值”。:276这是因为词根本身也是构拟出来的，某些情况下有争议，所有情况下都有不确定性；解释同一个词往往可以找到多个词根；构拟出的词根列表可能不完整。Reichenkron(1966):71假设罗马尼亚语中所有底层词都来自达契亚语。Polomé（1982）认为，没法保证这些底层词汇真的来自达契亚语，它们可能来自达契亚或默西亚其他未知或鲜为人知的语言。:876

#### 方法论的问题
一些语言学家对达契亚语的这种构拟方法持怀疑态度。
1. 达契亚语和色雷斯语的音系及演变不是从本土音素中构拟的，而是从其近似的希腊语、拉丁语转写中构拟的。[113]:570[14]:885希腊语和拉丁语没有专门的符号来表示诸如č、ġ、ž、š等音素，如果色雷斯语或达契亚语包含这样的音素，希腊语、拉丁语转写就无法准确表达。[114]:120这可能导致解读达契亚名字时选出错误的同源词。[14]:878–879达契亚语音系能否由希腊语或拉丁语的本土词汇转写所准确再现，实在令人怀疑。[115]:742
2. 为支持拟议的达契亚和色雷斯元辅音变化而引出的词源，用比较法进行词汇重建，由于材料与地名有关，除了达契亚植物名称和数量有限的词汇外，各种解释都是有可能的，没有能证伪彼此的材料。[14]:878–879正因如此，对达契亚语、色雷斯语语音和演化有不同的假设，甚至相互矛盾。[72]:878-879Polomé（1982）指出，分析人名时，词源的选择往往都基于这种危险的假定语音规则，这样重建出的词汇难言可靠。[72]:881自从基于V.Georgiev的工作，在色雷斯境内发生音变（即o>a）的地理视角开始被一些研究者过分强调后，年代方面就有些忽视了。[116]:297许多情况下，信息的缺乏掩盖了这些习语的读音，如此产生了最矛盾的理论。[116]:306今日，已知的色雷斯-达契亚语词汇约有3千个。*o/*a震荡涉及约30个词，远比Georgiev、Russu引用的多，而且同样的解释也不是对所有的词汇都有效。[116]:298

1. Dana认为Georgiev和Duridanov都忽略了人名的语境，而从任意的假设出发，仅因一个在达契亚材料中被证实的人名，就认为它是确凿的达契亚语词汇。在Dana看来，部分名字是否真的来自达契亚语还有待商榷，甚至可以排除。另外，Duridanov认为大多数名字都是独一无二的，因而他的方法也不可靠。[117]:169-170
2. Dana认为，用于破译达契亚地名的波罗的语词源的有效性也不怎么可靠。[117]:169-170
3. 据Messing，Duridanov的结果与波罗的-斯拉夫语族的构拟相矛盾，因为前者发现达契亚语和波罗的语间有许多相似处，但与斯拉夫语相似的只有极少数。[118]:962（如果波罗的和斯拉夫语分别构成印欧语系下的独立分支（即不存在“波罗的-斯拉夫语族”），或像Duridanov所说，达契亚语通过与波罗的语长期互动获得波罗的词汇，而没有发生学联系，则这种反对意见就没有意义）。

尽管有这些反对意见，Georgiev和Duridanov还是宣称他们的构拟高度可靠。然而，Polomé（1982）为编写《剑桥古代史》研究古巴尔干语言时，发现只有“20-25个达契亚词和40-45个色雷斯词有合理但不能被明确确定的印欧语词源”。:872相比之下，Duridanov构拟出约100个达契亚语词汇，Georgiev构拟出约200个。
现列出从植物名、阿尔巴尼亚语（下表简写为“阿”）和罗马尼亚语（下表简写为“罗”）比较中得出的达契亚语词汇：
| 达契亚语      | 词义         | 证据                                                  | 可能印欧语词根 | 古代同源词                                                                                           | 现代同源词                                                                      |
| ------------- | ------------ | ----------------------------------------------------- | -------------- | --- | ------------------------------------------------------------------------------- |
| dava          | 城市、定居点 | 如地名Rusidava                                        |                | |                                                                                 |
| per           | 儿子         | 铭文Decebal per Scorilo（“Scorilus的儿子Decebal”）:45 |                | 色雷斯-por“...的儿子”：人名Mucapor=“Muka的儿子” 伊朗语支-pur（如Shapur=“王的儿子”） 拉丁语puer“男孩” | 阿bir“儿子” 立陶宛bernas“小伙”、peras“崽” 拉脱维亚bērns“孩”，罗prichindel“小孩” |
| -zila或 -dila | （草本）植物 | 达契亚语植物名                                        |                | 高卢语dula“叶”                                                                                       | 立陶宛žolė 拉脱维亚zāle                                                         |

| 达契亚语 | 词义                                  | 阿尔巴尼亚/ 罗马尼亚语词         | 可能印欧语词根                           | 现代同源词                                                                               | 注释                                      |
| -------- | ------------------------------------- | -------------------------------- | ---------------------------------------- | ---------------------------------------------------------------------------------------- | ----------------------------------------- |
| *bred-   | 枞树（欧洲冷杉）                      | 阿bredh、罗brad                  | *bhreg'-os、*bhrog'-os (Pokorny IEW 139) | 罗brad 立陶宛brãzas（树脂），古斯拉夫brěza（白桦）                                       |                                           |
| *daina   | 歌                                    | 罗方言daină、doină、阿zana“山仙” | *doina                                   | 立陶宛dainà、拉脱维亚daīņa                                                               |                                           |
| *draga   | 酵母                                  | 阿drā                            | *dhraghā (Pok. IEW 251)                  | 罗drojdie、立陶宛drãgės、拉脱维亚dradži、古普鲁士dragios、古保加利亚drożdje、波兰drożdże |                                           |
| *gen-    | 猎、捉                                | 阿gjanj（猎、捉）                | *gu̯hen-                                  | 立陶宛genù（giñti）                                                                      |                                           |
| *gerna   | 皮肤                                  | 阿zorrë                          | *gųernā(Pok. aaO. 474)                   | 立陶宛žárna、拉脱维亚zařna                                                               |                                           |
| *kasla   | 咳                                    | 阿kollë                          | kųāslā(Pok. aaO. 649)                    | 立陶宛kosulỹs、拉脱维亚kašļi、古斯拉夫kašĭlĭ                                             |                                           |
| *kesa    | 时间                                  | 阿kohë                           | *k(u)ē(i)sā (Pok. aaO. 636)              | 古普鲁士kismān、古保加利亚časă、波兰czas                                                 |                                           |
| *kur     | 何时                                  | 阿kur（何时）                    | *ku̯ur- (Pok. a.a.O. 647)                 | 立陶宛kuř'“哪里”、拉脱维亚kùr“哪里”、阿罗马尼亚kùri“谁（宾格）”、吐火罗kwri              |                                           |
| *lad-    | 榛树                                  | 阿lethi、laithi                  | *lag'(h)- (P0k. aaO. 660)                | 立陶宛lazà（lazdà）、古普鲁士laxde                                                       |                                           |
| *laid-   | 泥土                                  | 阿leth(-dhi)                     | *loid(h) (Pok. aaO. 662)                 | 古普鲁士laydis                                                                           |                                           |
| *mal-    | 岸；山                                | 阿mal“山”、罗mal“岸”             | *mol- (Pok. aaO. 721f)                   | 拉丁mala“岸”                                                                             |                                           |
| *mat-    | 测量、大量                            | 阿mat、mas、matë                 | *mot- (Pok. aaO. 703)                    | 立陶宛mãtas“大量”、matúoti“测量”                                                         |                                           |
| *met-    | 年；时间                              | 阿mot                            | *mēto- (Porzig Glied. 176)               | 立陶宛mētas“时间；年”、拉脱维亚męts“空间”、古普鲁士mettan“年”                            |                                           |
| *skrebr- | 欧洲鹅耳枥（Carpinus betulus）        | 阿shkozë                         | *skrēbh-ro- (Pok. IEW 943)               | 立陶宛skrúoblas及其变体、拉脱维亚skābardis、古普鲁士scoberwis                            | 派生：保加利亚skreba“葡萄叶铁线莲”        |
| *spand-  | 紫花铁筷子（Helleborus purpurescens） | 阿shpendër、罗spînz              | *sponǎ(i)- (Georgiev 1965 p80)           | 拉脱维亚spuóds“亮”                                                                       |                                           |
| *staig-  | 道、途                                | 阿shteg                          | *stoigh- (Pok. IEW 1017)                 | 拉脱维亚stiga、staigāt“走”、哥特staiga、德steig“爬”                                      |                                           |
| *skrumb  | 灰烬                                  | 阿shkrumb、罗scrum               | *skrṃb(h)-                               | 立陶宛skrembù（skrebti）                                                                 | 古普鲁士地名Scrumbayn（今日Schrombehnen） |
| *strunga | 挤奶栏                                | 阿shtrungë、罗strungă            | *strṇgā                                  |                                                                                          | 达契亚地名Στρὁγγες (Proc. Aed. IV.4)      |
| *zuv-    | 鱼                                    | 罗juvete（一种鱼）               | *g'hduụ- (Pok. IEW 416)                  | 立陶宛žuvis、拉脱维亚方言zuva                                                            | 达契亚地名Ζουσἱδαυα                       |

## 自原始印欧语的音变
达契亚语是一种比较保守的印欧语系语言。从已有材料看，原始印欧语到达契亚语的音变可归纳为：

### 短元音
1. PIE *o>a
2. PIE *é开音节中变为ye，闭音节中变为ya

### 长元音
1. PIE *ē>ā

### 双元音
1. PIE *oi>*ai
2. PIE *ei>i偶见，有的不变
3. PIE *wo>*wa
4. PIE *wy>*vi
5. PIE *ow>*aw

### 辅音
1. *dh>d
2. *gh>g
3. *bh>b
4. PIE *ḱ>ts
5. PIE *ǵ>dz
6. PIE *kʷe/i>t̠ʃe/i，其他时候变为k，PIE复辅音*kw同此。
7. PIE *gʷ（h）e/i>d̠ʒe/i，其他时候变为g，PIE复辅音*gw同此。

注释：在达契亚语的不同步演化过程中，k和g的腭化似乎发生在前元音之前，具体过程如下
- k>[kj]>[tj]>[tʃ]~[ts]⟨ts/tz⟩>[s] ~ [z]⟨z⟩，如：*ker（s）na反映为Tierna（波伊廷格古地图）；Dierna（铭文、托勒密）；*Tsierna于Tsiernen[sis]台，AD 157；Zernae（《百官志》）；Zernensis（乌尔比安）[14]
- g>[ɡj]>[dj]>[dz]~[z]⟨z⟩，如：Germisara反映为Γερμιζερα，变体有Ζερμιζίργα、Ζερμίζιργα[14]

## 语言系属分类
达契亚语是一种印欧语系语言。Russu （1967, 1969, 1970）认为其音系，也就是其假定的色雷斯-达契亚语的音系，与原始印欧语音系比较接近。:283
一些语言学家将达契亚语归为咝音语言：如Russ:878、Rădulescu:243、Katičić&Križman:150等。在Crossland看来（1982），色雷斯语和达契亚语都具有主要的咝音特征之一，即*k、g>s、z。但其他特征的咝音变化在色雷斯语中值得怀疑，在达契亚语中也没有证据。:848在任何情况下，曾被认为是印欧语划分基准的腭－咝音之分，现已不再被主流学者认为是历史语言学中的重要内容。:190现在人们认识到，它只是印欧语众多同言线中的一种；语言可以同时表现出两种类型，而且在一种特定的语言中，这些类型可能会随着时间的推移而改变。:190关于达契亚语在印欧语系统树中的地位有很多争议。根据一种过时的观点，达契亚语源自达契亚-色雷斯-弗里吉亚语族（或“古巴尔干语族”）。今日，弗里吉亚语不再被广泛认为是以这种方式与达契亚人和色雷斯人相联系。:888
相比之下，达契亚-色雷斯语族一说，有许多追随者，如Russu 1967、:243、Georg Solta 1980、:5Vraciu 1980、Crossland 1982、Rădulescu 1984、1987、Mihailov （2008）、Trask 2000等。达契亚-色雷斯语族一说最终是基于几位希腊-罗马学者的字句：尤其是罗马帝国史学家、地理学家斯特拉波，他认为达契亚人、盖塔人、默西亚人和色雷斯人都说一种语言。:VII.3.2, 3.13希罗多德说“盖塔人是色雷斯人中最勇敢和最公正的人”，这将盖塔人，也就是达契亚人与色雷斯人联系起来。:598一些学者还在卡西乌斯·狄奥、特洛古斯、阿庇安、老普林尼的作品中看到了色雷斯语和达契亚语间有密切联系的证据。:10
但自1960年代以来，达契亚-色雷斯语族理论受到了保加利亚语言学家Vladimir I. Georgiev及其追随者的挑战。Georgiev从语音、词汇和地名学的角度来看，色雷斯语、达契亚语和弗里吉亚语是完全不同的语言，各自是独立的印欧语分支，不存在诸如达契亚-色雷斯-弗里吉亚语族或达契亚-色雷斯语族之类分类单元。:282Georgiev认为，达契亚语和色雷斯语之间的距离大约与亚美尼亚语和波斯语之间的距离相同，:298这两种语言完全不同。在阐述达契亚语的语音时，Georgiev使用了《药物论》和伪阿普列乌斯手稿中确凿的达契亚语植物名称，使用这些学者提供的希腊语译文来确定其字面意思，进而确定其词源。以这种方式推出的达契亚语音系与色雷斯语音系非常不同：元音变化*o>*a再现，k声经历咝音语言特有音变。至于色雷斯语音系，Georgiev的原则是，现代语言中可理解的地名很可能译自古代地名。:338
Georgiev （1977）也认为现代阿尔巴尼亚语是达契亚语的后裔，特别是来自他所说的达契亚-默西亚语，即达契亚语默西亚方言，:283但这一观点未在学者中获得广泛接受，而且遭大多数阿尔巴尼亚语言学家拒绝，他们认为阿尔巴尼亚语属于伊利里亚语族。:283Polomé接受阿尔巴尼亚语是伊利里亚语后裔的观点，但认为证据不确定。:888

## 与其他古代语言的关系

### 色雷斯语
一般认为达契亚语和色雷斯语都是印欧语系语言；它们之间的关系具体如何则存在着广泛的分歧。
1. 达契亚语是与色雷斯语略微不同的北部方言，[127]:598[130]:343[131]:645或者色雷斯语是达契亚语的南部方言，发展相对较晚。语言学家用达契亚-色雷斯语或色雷斯-达契亚语来表示这种假定的达契亚和色雷斯共同语言。[130]:343根据这种观点，这些方言间可能具有高度相互理解性。
2. 达契亚语和色雷斯语是不同但相关的语言，都属于假设的印欧语达契亚-色雷斯语族。一种说法是，达契亚语与色雷斯语的分化可能发生在1500 BC之后。[132]:107[133]:198这种情况下，两种语言可能只拥有有限的相互理解性。
3. 达契亚语和色雷斯语是相关的，构成了独立的印欧语语族。[7]:282他们共享大量词汇，这些词是由于长期的地理接近而相互借用的。[22]:100但两种语言间无法互通。

Georgiev （1977）、Duridanov （1985）认为，这两种语言的原印欧语的语音发展明显不同。
| 原始印欧语 | 达契亚语 | 色雷斯语             | 弗里吉亚语 |
| ---------- | -------- | -------------------- | ---------- |
| *o         | a        | a                    | o          |
| *e         | ie       | e                    | e          |
| *ew        | e        | eu                   | eu         |
| *aw        | a        | au                   |            |
| *r̥, *l̥     | ri       | ur （or）, ur （ol） | al         |
| *n̥, *m̥     | a        | un                   | an         |
| *b, *d, *g | b, d, g  | p, t, k              | p, t, k    |
| *p, *t, *k | p, t, k  | ph, th, kh           | ph, th, kh |
| *s         | s        | s                    | ∅          |
| *sw        | s        | s                    | w          |
| *sr        | str      | str                  | br         |

注释：星号表示构拟的原始印欧语音素。∅为空集符号，表示此音消失。
| 原始印欧语    | 达契亚语 | 色雷斯语   |
| ------------- | -------- | ---------- |
| *b, *d, *g    | b, d, g  | p, t, k    |
| *p, *t, *k    | p, t, k  | ph, th, kh |
| *ē            | ä （a）  | ē          |
| *e （辅音后） | ie       | e          |
| *ai           | a        | ai         |
| *ei           | e        | ei         |
| *dt （*tt）   | s        | st         |

Georgiev、Duridanov认为，上述语音差异证明，达契亚语和色雷斯语（按Georgiev的说法还包括弗里吉亚语）不可能是印欧语同一分支的后代，必须各自构成独立的分支。:282然而，由于音变构拟的材料存在根本性缺陷，这一结论的正确性受到了质疑。由于古代巴尔干语言从未发展出自己的字母，古代巴尔干音素（主要是地名和人名）只能通过其希腊语或拉丁语转写才能获知。:570:885希腊语和拉丁语没有专门的符号来表示诸如č、ġ、ž、š等音素，如果色雷斯语或达契亚语包含这样的音素，希腊语、拉丁语转写就无法准确表达。:120正因如此，对达契亚语、色雷斯语语音和演化有不同的假设，甚至相互矛盾。:878–879这可以从Georgiev和Duridanov上面提出的不同音变中看出，尽管他们都同意色雷斯语和达契亚语是不同的语言。此外，Georgiev提出的一些音变也受到争议，如原始印欧语*T（清）>色雷斯语TA （清送气），*M（浊）=T：有人认为在这两种语言中，原始印欧语*MA（浊送气）变为M，*T不变。:243Georgiev声称原始印欧语*o在色雷斯语中变为a，但Russu对此提出异议。:78
对Georgiev和Duridanov构拟的两种语言中含义相同的词进行比较，可以发现虽然它们共享一些词，但还有许多词是不同的。:280, 285, 298然而，即使接受这种重建是有效的，每种语言中构拟出的词数也不足以确定它们是没有关系的。
据Georgiev （1977），达契亚地名和人名与色雷斯的地名和人名完全不同。:298然而，Tomaschek （1883）、Mateescu （1923）认为，达契亚和色雷斯地名和人名中存在一些共同词素，:402:220但Polomé认为，到1982年，现有研究已能证实Georgiev所说的色雷斯语和默西亚/达契亚语间存在明显的本体论分野。:876
Georgiev强调了达契亚/默西亚与色雷斯地名后缀间的显著差异：达契亚-默西亚地名一般带-dava后缀（变体：-daba、-deva等），意为“城镇”或“堡”。但色雷斯本土的地名，即巴尔干山脉以南的地名通常以-para或-pera结尾，意为“村庄”或“定居点”:872（参梵语pura=“镇”，后来派生出印地语城市后缀-pur'，如Udaipur=“Udai之城”）。:191 （map）:279:271–273Georgiev认为，这种地名上的分歧使得色雷斯语和达契亚语是同一种语言的说法不可信。然而，这一观点也受到了质疑：
1. Papazoglu （1978）、Tacheva （1997）反对这种依不同地名后缀划分不同语言的方式{sfn|Papazoglu|1978}}:79[140]:200（尽管在一般历史语言学中，地名后缀的变化被认为是通行语言变化的潜在有力证据）。一个可能的反面证据是，在色雷斯的两个地区，-para不是标准的后缀：色雷斯东北部，地名通常以-bria（“镇”）结尾，而在色雷斯东南部，-diza/-dizos（“据点”）是最常见的结尾。[7]:191 （map）按Georgiev的逻辑，这将表明这些地区说的不是色雷斯语。情况有可能是这样的：例如，色雷斯东北部是凯尔特人密集定居的地区[68]:69因此，凯尔特语可能保留到罗马帝国时代。另一方面，如果不同后缀仅仅是由于色雷斯语地区性方言的变化造成的，那么dava/para的划分也可能是如此。
2. Papazoglu （1978）、Fisher （2003）指出，色雷斯本土发现了Pulpudeva、Desudaba两个-dava地名，这与Georgiev的地名划分相违背。[113]:570[l]然而，据Georgiev（1977）的说法，在奈斯托斯河、乌斯库尔河形成的一条线以东，即色雷斯本土的传统西部边界，Pulpudeva是唯一已知的-dava型地名，[7]:191Georgiev认为它在语言上没有意义，因为它是马其顿国王腓力二世的一个不相干晚期要塞（菲利波波利），它的-dava是默西亚语的影响。[7]:279
3. 奈斯托斯河-乌斯库尔河线以西，dava/para的分界线似乎被打破了，那里的Desudaba等-dava地名与-para地名混杂在一起。[7]:191这并不一定能证伪Georgiev的论点，因为这个地区是罗马上默西亚行省和色雷斯行省间的交界地带，混合地名后缀可能也反映了人口的混合。

Georgiev的论文没有获得普遍接受：色雷斯-达契亚理论在语言学家中仍有大量支持者。Crossland（1982）认为，假定的原始色雷斯-达契亚语分化并不明显，不足以将南北两组方言列为独立的语言。:838据Georg Solta（1982），达科语和色雷斯语之间没有明显的区别。:570Rădulescu （1984）承认达契亚-默西亚语有一定程度的方言性，但认为达契亚-默西亚语和色雷斯语之间没有根本的区别。:85Renfrew（1990）认为，毫无疑问，色雷斯语与今日罗马尼亚被罗马人占领之前使用的达契亚语有关。:71然而，由于缺乏两种语言的证据，所有这些论断在很大程度上都是推测。
Polomé （1982）认为，Georgiev和Duridanov提出的证据虽然很多，但仍不足以确定达契亚-默西亚语和色雷斯语是同一种语言的两种方言还是两种不同的语言。:887–888

### 默西亚语
Moesi用在多瑙河边，位于色雷斯西北部。正如一些现代学者所分析的那样，古代作者推测地使用Moesi这个名字来指代Triballians以及Getic和Dacian社区。:88

### 伊利里亚语
据Rădulescu，伊利里亚语、达契亚语和色雷斯语可能是同一种语言的三种方言。:85但Georgiev（1966）认为伊利里亚语是一种与威尼托语和弗里吉亚语密切相关的语言，杂有某种达契亚-默西亚成分。{sfn|Poultney|1968}}:339威尼托语和弗里吉亚语是腭音语，可能促使Georgiev及其他古语言学家也将伊利里亚语归为腭音语，并与达契亚-默西亚语混合。Georgiev提出，阿尔巴尼亚语是一种咝音语言，从咝音的达契亚-默西亚语演化而来，与伊利里亚语无关。但由于缺乏证据，无法对这些古代语言进行任何确凿的腭/咝音分类。Renfrew认为，腭/咝音分类不能确定语言间的关系，因为一种语言可能同时包含腭音和咝音的特征，这些特征及它们之间的平衡可能会随着时间的推移而改变。:190

## 与现代语言的关系

### 罗马尼亚语
学界的主流观点是，达契亚-默西亚语构成了现代罗马尼亚语的主要底层，据Georgiev，现代罗马尼亚语是一种新拉丁语（罗曼语族），AD 300–600间从东巴尔干罗曼语支演化而来。:287达契亚-默西亚语对现代罗马尼亚语可能的残留影响仅限于少数的单词和一些语法特征。 据Georgiev （1981），罗马尼亚语中约有70个词与阿尔巴尼亚语有确切对应关系，但这些罗马尼亚语单词的语音形式非常特殊，不能解释为借自阿尔巴尼亚语。这些词在罗马尼亚语中属于达契亚语底层，而它们在阿尔巴尼亚语中的对应关系是由达契亚-默西亚语继承的。:142
和其他罗曼语的情况一样，有人认为罗马尼亚语是通过一系列内部语言变化，并在后罗马时代受达契亚语或北部色雷斯语的影响，从通俗拉丁语中衍生出来。这种影响便于解释罗马尼亚语-色雷斯语底层与法语-凯尔特语、西班牙语-巴斯克语、葡萄牙语-凯尔特语底层。罗马尼亚语没有主要的方言，这可能说明它起源于一闭塞山区，交通不便但内部交流方便。罗马尼亚语历史大抵都基于猜测，从300 AD罗马人撤出，到1300 AD左右蛮族入侵结束，这一地区几乎没有任何书面记录。:18
许多罗马尼亚学者对现代罗马尼亚语的达契亚语底层进行了研究，目前仍没有足够的确凿证据。已知的几个达契亚语单词（主要是植物名称）和从地名中构拟的达契亚语词在罗马尼亚语中都没有具体的对应词（与其他几种印欧语中的情况相反）。DEX没有提到任何达契亚语的词源，只提到了一些来源不明的短语。一些学者认为其中大部分源自达契亚语，但没有强有力的证据证明它们是。某些情况下，它们也可能是前印欧语（即真正的来自石器时代的喀尔巴阡本土语言），如果是明确的印欧语来源，也可能是萨尔玛提亚语来源–但这也没有证据。
有可能的是，一些达契亚语单词可能通过该地区主要语言的连续变化而在喀尔巴阡山民的语言中存活下来：达契亚语/凯尔特语（~AD 100），拉丁语/萨尔马提亚语（c. 100–300），日耳曼语（c. 300–500），斯拉夫语/突厥语（c. 500–1300），直至罗马尼亚语成为该地区的主要语言。

#### 共通罗马尼亚语的底层

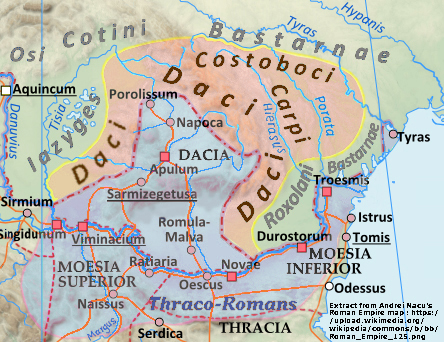

东罗曼语支从原始罗曼语演化而来，又是由巴尔干地区的通俗拉丁语演变而来，这一地区尚未准确确定，但一般认为是以列切克线以北的地区。该地区讲拉丁语或通俗拉丁语的人群与本地古巴尔干语族语言人群间肯定有语言接触，但目前尚不知晓哪种古巴尔干语或哪几种语言构成了东罗曼语的底层。这些语言中的底层元素主要是词汇，许多语言学家认为，约有300个词是源于这个底层的。包括地名、河名，以及大部分词源未知的形式，东罗曼语的底层词数量可能超过500个。近年语言学研究增加了此种本土东罗曼语词的数量。除词汇外，东罗曼语音系、语法特征（参见巴尔干语言联盟）也可能奠基于古巴尔干语言。
年代较早的罗马尼亚语语源词典在许多情况下倾向于假定这些未知来源的词是借词，通常是来自斯拉夫语族或匈牙利语，但语源分析表明，许多时候借词的方向是从罗马尼亚语借到邻近的语言。最近的DEX仍将许多词列为借词，尽管其他语言学家的工作可能表明，其中一些词实际上来自当地印欧语。虽然许多罗马尼亚词的底层地位没有太大争议，它们作为达契亚词的地位是有争议的，有些争议还比其他争议更大，毕竟达契亚语没有充分的现存书面记录，大多数情况下很难验证某个罗马尼亚语词是否真的来自达契亚语。而许多罗马尼亚语底层词都有阿尔巴尼亚语同源词，如果这些词实际上来自达契亚语，就表明达契亚语可能与阿尔巴尼亚语处于同一分支。
罗马尼亚语以外的语言中也有一些罗马尼亚底层词，它们是通过罗马尼亚语（弗拉赫人）方言借入的。例如vatră（家；炉灶），见于阿尔巴尼亚语、塞尔维亚语、克罗地亚语等，不过意思有所变化。另一个例子是Bryndza，是一种产自奥地利东部、波兰、捷克、斯洛伐克、乌克兰的奶酪，来自罗马尼亚语表示“奶酪”的词brânză。
罗马尼亚语被部分学者称作“达契亚-罗马尼亚语”，因为它源于晚期拉丁语，叠加在达契亚语底层上，并在AD 106-275间在罗马达契亚殖民地发展起来。现代罗马尼亚语可能包含160–170个达契亚语来源词汇。作为比较，据Bulei，现代法语约有180个凯尔特语来源词汇。:26法语底层的凯尔特语是确定的，因为凯尔特人的语言有大量的文献记载，而罗马尼亚语的达契亚语来源在大多数情况下都是靠推测才能得来的。
还有人认为，达契亚语可能构成了共通罗马尼亚语的底层，而它是从以列切克线以北的巴尔干地区所讲的通俗拉丁语演化来的，以列切克线大致划分了拉丁语、希腊语的影响范围。巴尔干罗曼语、达契亚罗马尼亚语、阿罗马尼亚语、梅格伦诺罗马尼亚语、伊斯特罗罗马尼亚语中，约有300个来自达契亚语的词，许多都反映咝音音变。达契亚语是否构成共通罗马尼亚语的底层是有争议的，但这一理论并不仅依赖于达契亚的罗马化，因为达契亚语在默西亚、达尔达尼亚北部也有使用。默西亚被罗马人征服比达契亚早一个多世纪，它的拉丁化也得到了基督教文献的证实。:539

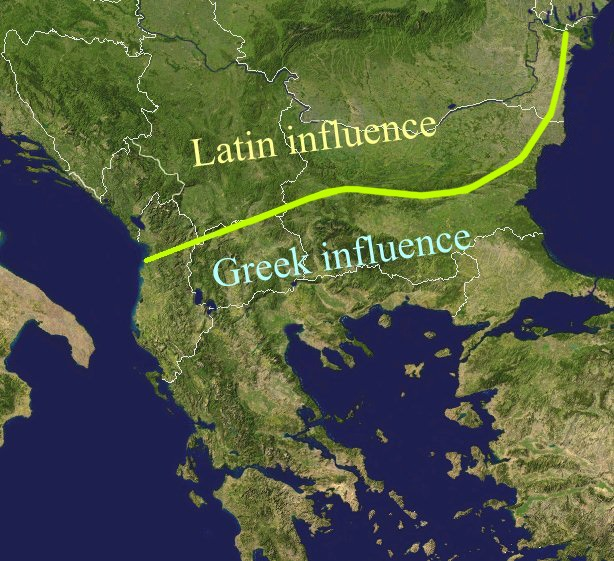
以列切克线，是一条穿过古代巴尔干半岛的假想线，它划分到4世纪拉丁语（北）和希腊语（南）的影响范围。此线对于确定巴尔干地区的罗马化区域非常重要

罗马尼亚语的达契亚/色雷斯底层常与罗马尼亚语和阿尔巴尼亚语间共享的词汇有关，这些语言之间的对应关系反映了共通的语言背景。:540艾里克·P·汉普、PB.P.Hasdeu、I.I.Russu等语言学家认为罗马尼亚语是一种完全罗马化的达契亚-默西亚语，而阿尔巴尼亚语则是部分罗马化的达契亚-默西亚语。然而，据Van Antwerp Fine，达契亚语和伊利里亚语可能比大多数语言学家认为的更加相似。:{{{1}}}

### 阿尔巴尼亚语
Russu断言，阿尔巴尼亚语和罗马尼亚语共享的前罗马词汇源自色雷斯-达契亚语。:540他认为，阿尔巴尼亚人是Carpi人的后代，而后者是自由达契亚人的一个部落。Georgiev拒绝了伊利里亚-阿尔巴尼亚认同论，称阿尔巴尼亚人起源于现代罗马尼亚或塞尔维亚，他们的语言在4-6世纪发展起来，恰好是当时出现了共通罗马尼亚语。Georgiev进一步假设，从两种语言的语音来讲，达契亚-默西亚语正是现代阿尔巴尼亚语的祖先。根据阿尔巴尼亚语和罗马尼亚语间某些明显的词汇、语法亲缘关系，他还认为原始阿尔巴尼亚语使用者是从达尔达尼亚迁徙到今日阿尔巴尼亚语区的。:283然而，这一理论遭大多数阿尔巴尼亚语言学家拒绝，他们认为阿尔巴尼亚语是古伊利里亚语的直系后裔。:283Polomé总体上支持这一观点，但认为证据还不充分。:888其他语言学家认为，阿尔巴尼亚语是居住在罗多彼山脉的色雷斯部落Bessi的直接后裔。:25
许多学者笼统地认为，包括达契亚语在内的色雷斯-伊利里亚语语族以阿尔巴尼亚语的形式存在。

### 波罗的语族
有重要证据表明，达契亚语和现代波罗的语族语言间至少有过长期接触，也可能有发生学联系。保加利亚语言学家Ivan Duridanov在他第一份出版物中便称色雷斯语、达契亚语与波罗的海语言有发生学联系下一篇文章中，他做了如下分类：“色雷斯语和波罗的海语（波罗的-斯拉夫语族）、达契亚语、佩拉斯吉语关系密切，形成一语族。它与其他印欧语的关系更疏远，尤其是与希腊语族、意大利语族和凯尔特语族，它们与色雷斯语只有个别语音相似；吐火罗语族、赫梯语族也很远。”
杜里达诺夫构拟的达契亚词的同源词主要出现在波罗的语族中，其次是阿尔巴尼亚语，而几乎没有色雷斯语。平行对应使语言学家能用比较语言学手段破译几个达契亚和色雷斯地名的含义。在Duridanov考虑过的74个达契亚地名中，共有62个有波罗的语同源词，Duridanov将其中大部分都评为“确凿”。:95–96Polomé认为，这些相似之处不太可能是巧合。Duridanov的解释是，原始达契亚语和原始色雷斯语使用者与原始波罗的语使用者也许在3000–2000 BC间在地理上长期接近。:100许多:122学者，如俄罗斯Topоrov:51–52指出，达契亚、色雷斯许多地名与波罗的语族语区–立陶宛、拉脱维亚、东普鲁士（分布过已灭绝但有充足证据的波罗的语——古普鲁士语，中世纪时被德语取代）的地名有许多相似之处。:9–11
罗马尼亚语言学家Mircea M. Radulescu编写了一份有相当多平行对应词的水名、人名列表，将达契亚-默西亚语和色雷斯语划为“南波罗的语支”，并提议也对伊利安语进行这种分类。德国语言学家Schall也将达契亚语归为南波罗的语支。美国语言学家Harvey Mayer将达契亚语和色雷斯语都归为波罗的语族，声称有足够证据将它们归为波罗的语或至少是“类波罗的语”，并将达契亚人、色雷斯人归为“波罗的人的延伸”。据他所说，来自伊利里亚语的阿尔巴尼亚语拜托了达契亚-色雷斯语的任何波罗的语影响。Mayer声称他找到了一个明确的能证明达契亚语和色雷斯语与立陶宛语的关系比与拉脱维亚语的关系更密切的证据。捷克考古学家Kristian Turnvvald将达契亚语归为多瑙河波罗的语。{sfn|Turnvvald|1968}}委内瑞拉立陶宛历史学家Jurate de Rosales将达契亚语和色雷斯语归为波罗的海语。
从对水文词（河湖名）的研究中可以看出，波罗的语曾在向东、南的更远地方占主导地位，而不是像现在这样限制在波罗的海东南岸，且还包括后来斯拉夫语为主的地区。波罗的海水名语区沿着波罗的海海岸从奥得河口延伸到里加，向东延伸到雅罗斯拉夫-莫斯科-库尔斯克一线，向南到奥得河口-华沙-基辅-库尔斯克一线：因此它包括波兰东、北大部、白俄罗斯和欧洲俄罗斯。:30–31 （fig. 2）:map 16

## 达契亚语为意大利语族语言说
另一种理论认为，达契亚人说的是一种类似于拉丁语的语言，与在意大利半岛定居的拉丁人有共同祖先。
罗马尼亚语言学家Nicolae Densușianu在他的《史前达契亚》（1913）一书中提出，拉丁语和达契亚语是同一种语言，或者至少能互通。他的作品被主流语言学家认为是伪科学。尼古拉·齐奥塞斯库统治时期，此书得以再版。第一篇改善、复兴Densușianu理论的文章是一篇未署名论文《罗马尼亚人民历史的开端》，收录于罗马尼亚共产党历史和社会政治研究所出版的杂志《历史志》中。:103–105该文章声称，色雷斯语是一种前罗曼语或拉丁语，论据有：达契亚人和罗马人间沟通不需口译者，这在图拉真柱浮雕中有所体现。:103–105书目中除了提到Densușianu，还提到了法国学者、工程师Louis Armand的工作，据称他证明了“色雷斯-达契亚人说一种前罗曼语”。类似论点见于Iosif Constantin Drăgan的《我们，色雷斯人》（1976）。:103–105大约同时，Ion Horațiu Crișan也写下了《布雷比斯塔和他的时代》（1975）。:103–105然而，在齐奥塞斯库统治下，这一理论并没有上升到官方地位。
关于达契亚为拉丁语的观点可以在古代学者著作中找到，如：非斯都（《捷径》 C.VIII，参Bocking Not, Dign. II, 6）、奥维德（《哀怨集》 II, 188-189）、贺拉斯（《诗艺》, I, 20） 等。
Iosif Constantin Drăgan和纽约医生Napoleon Săvescu继续支持这一理论，并出版了一本名为《我们不是罗马的后代》的书。他们还出版了《我们，达契亚人》的杂志，并每年组织一次“国际达契亚学会”。
不太激进的理论认为，达契亚人要么是意大利人，要么是凯尔特人，就像西欧那些被拉丁化、现在说罗曼语的印欧语使用者。

## 达契亚语的命运

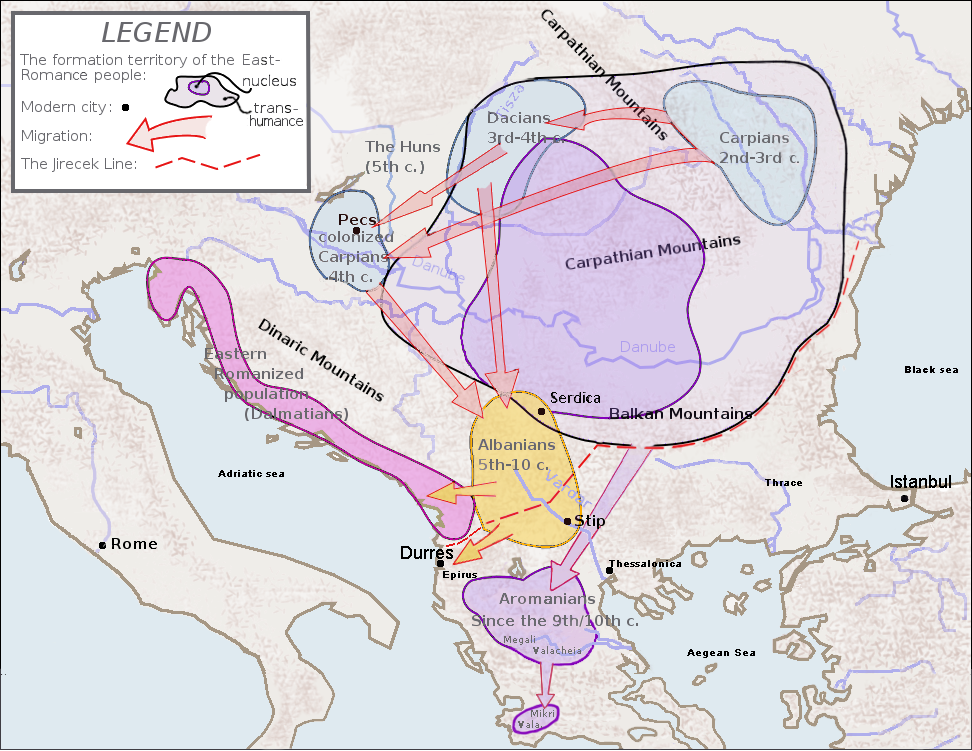
一张显示一种假说的地图，阿尔巴尼亚人为移民后的达契亚人。

从他们被证实的最早时代起，达契亚人就生活在多瑙河两岸和喀尔巴阡山脉两侧，北部的达契亚城镇塞蒂达瓦就是证明。目前还不清楚达契亚语何时灭绝，也不清楚它是否有活着的后代。罗马人对达契亚部分地区的第一次征服并没有消灭这种语言，因为达契亚部落可能直到6、7世纪都在喀尔巴阡山脉东北部地区继续说达契亚语。根据一种假设，达契亚语的一个分支作为阿尔巴尼亚语继续存在（Hasdeu，1901）。另一种假设（Marius A.）认为阿尔巴尼亚语是300 BC前从达契亚语中分离出来的达契亚-默西亚语方言，达契亚语本身已经灭绝。然而，主流学术界认为阿尔巴尼亚语是伊利里亚语的后裔，不是达契亚语的后裔。:888这样，阿尔巴尼亚语/罗马尼亚语的同源词要么是阿尔巴尼亚语获得的达契亚-默西亚语借词，要么（更可能）是罗马尼亚语获得的伊利里亚语借词。
300 BC之前分裂的论据是，继承的阿尔巴尼亚语词汇（如阿尔巴尼亚语motër“姐妹”<晚期IE*ma:ter“母亲”）展现了晚期IE/aː/>阿尔巴尼亚语/o/，但阿尔巴尼亚语中所有拉丁语借词都是拉丁语/aː/>阿尔巴尼亚语a。这说明原始阿尔巴尼亚语/aː>o/早在罗马人抵达巴尔干半岛前就结束了。然而，与阿尔巴尼亚语共享的罗马尼亚语底层词则展现与阿尔巴尼亚语/o/对应的/a/，都来自早期的/aː/（mazăre / modhull<*maːdzula“豆”，raţă / rosë<*raːtjaː“鸭”），说明这些词在前罗马尼亚语和原始阿尔巴尼亚语中尚具相同形式时，原始阿尔巴尼亚语音变/aː>o/尚未开始。这两种理论之间的相关性表明，假设的前罗马时代达契亚人（后被罗马化）和原阿尔巴尼亚人之间的分化发生在罗马人抵达巴尔干地区之前。

### 灭绝
据Georgiev，达契亚-默西亚语在罗马帝国时代被拉丁语取代，成为两默西亚地区的日常用语，但在其他地区，如今日塞尔维亚南部和北马其顿北部的达尔达尼亚，达契亚-默西亚语尽管受到巴尔干东部拉丁语的严重影响，仍然占主导地位。:287色雷斯语也被拉丁语取代，在其南部地区被希腊语取代，在偏远地带一直存续到6世纪。:262色雷斯语在北部也被拉丁语取代，在南部则被希腊语取代，文献记载称其一直存续到500 AD。:998

### 脚注
1. ↑  Schütte 1917:87：“罗马人知道达契亚的范围，正如阿格里帕（c. 63–12 BC）在他的注中提到的：‘达契亚、盖塔东接俄罗斯草原，西抵维斯瓦河，北面海洋，南至多瑙河。长280英里，宽386英里。’”
2. ↑  可能的重构：(livius: Image)
3. ↑  Strabo:VII.3.1：“至于德国南部阿尔比斯河彼岸的区域，紧靠着被苏维汇人占据的河流；旁边是盖塔人的土地，开始很窄，但它沿着多瑙河南岸延伸，在对面沿着赫西尼亚森林的山边延伸（格泰人的土地也包括一部分山脉），后来向北扩大，一直到泰雷吉特；但我无法说出准确的边界。”
4. ↑  Lengyel et al. 1980:87“然而，无论波伊人在离开意大利后首先在哪里定居，当他们到达多瑙河时，他们都不得不与占有整个领土或至少是部分领土的达契亚人作战。斯特拉波告诉我们，后来达契亚人和波伊人间的敌意源于达契亚人向后者索要达契亚人先前假装拥有的土地。”
5. ↑  Gruen 2011:204日耳曼人作为一个整体，以莱茵河、多瑙河为界，与高卢人、雷蒂亚人、潘诺尼亚人分开，通过相互间的恐惧或山脉与萨尔马特人、达契亚人分开；海洋环绕着其余部分。
6. ↑  Hrushevskyi 1997:97：托勒密所描述的达契亚，占据了蒂萨河、多瑙河、德涅斯特河上游和锡雷特河之间的地区，而黑海沿岸泰拉斯、奥尔比亚等希腊殖民地则包括在下默西亚。
7. ↑  Rădulescu 1984:85：“Russu对‘色雷斯-达契亚语’的存在抱有一种信念，Crossland和Vraciu（1980）也有同感，因此Polomé和Katicic（见上文）所表达的保留意见是完全合理的”
8. ↑  Crossland 1982:838：“V. I. Georgiev（1977）还声称，来自达契亚和密细亚地区（大致为罗马达契亚和默西亚）的名字显示出不同的印欧语元辅音变化，而且一般来说比在色雷斯本身发现的要少。这些证据似乎表明‘色雷斯-达契亚语’可分为南北两种方言，其差异不到划分语言的程度，每种都有构词的特殊倾向和某些次要语音特征的发展”
9. ↑  Rădulescu 1984:85：“Georgiev说达契亚-默西亚语有一定程度的方言区分，但这里提供的数据清楚地表明，任何声称达契亚-默西亚语和色雷斯语间存在更深层次区分的理论都是错误的，即使达契亚-默西亚语被证明与伊利里亚语的关系比与色雷斯语更密切。也许（似乎更有可能）我们最终不得不接受的结论，是我们在处理同一语言的三种不同方言。”
10. ↑  Rădulescu 1987:243：“Russu有两个重要的论点。1）达契亚-默西亚语和色雷斯语间有密切关系（他的书名就叫《色雷斯-达契亚人的语言》）；2）与达契亚-默西亚语不同，色雷斯语中不存在“辅音变换”，这坚定地支持：在两种方言中，原始印欧语的*MA和M合并为M，*T不变”
11. ↑  Trask 2000:343：“...色雷斯语 古代保加利亚、罗马尼亚一种已经灭绝且鲜为人知的印欧语。其略微不同的北部语言有时被区分为达契亚语，这种情况下，达契亚-默西亚语被用于指整个语言系统...”
12. ↑  Papazoglu 1978:79：“...为解释色雷斯土地上出现的Desudaba、Pulpudeva，我们必须假设色雷斯人能理解dava这个词，但他们不常用它。在同一语言区的某一部分，一种地名出现得较频繁，甚至只出现在一个地区，而另一种地名则出现在另一个地区，这是很常见的事情...”
13. ↑  Rosetti 1982:5：“Solta表明，色雷斯人和达契人之间没有区别。”

### 引文
1. ↑  Hammarström, Harald; Forkel, Robert; Haspelmath, Martin; Bank, Sebastian (编). . . Jena: Max Planck Institute for the Science of Human History. 2016.
2. ↑  Edwards, Gadd & Hammond 1971.
3. 1 2  Schall H., Sudbalten und Daker. Vater der Lettoslawen. In:Primus congressus studiorum thracicorum. Thracia II. Serdicae, 1974, S. 304, 308, 310
4. ↑  .   [2022-02-05]. （原始内容存档于2016-03-03）.
5. 1 2 3 4 5 6  Rădulescu 1987.
6. 1 2 3  Mayer 1996.
7. 1 2 3 4 5 6 7 8 9 10 11 12 13 14 15 16 17 18 19 20 21 22 23 24  Georgiev 1977.
8. ↑  Asenova 1999.
9. 1 2 3  Nandris 1976.
10. 1 2  Dioscorides.
11. 1 2  Pseudo-Apuleius.
12. 1 2 3  Price 1998.
13. ↑  Petrescu-Dîmbovița 1978.
14. 1 2 3 4 5 6 7 8 9 10 11 12 13 14 15 16 17 18 19 20 21 22  Polomé 1982.
15. ↑  Renfrew 1987.
16. ↑  Mallory 1989.
17. 1 2  Dumitrescu, Bolomey & Mogosanu 1982.
18. 1 2  Hoddinott 1989.
19. 1 2 3  Strabo.
20. ↑  Daicoviciu 1972.
21. 1 2 3 4 5  DEX.
22. 1 2 3 4 5 6  Duridanov 1969.
23. 1 2 3 4  Bolovan et al. 1997.
24. 1 2 3 4  Georgiev 1981.
25. 1 2  Mountain 1998.
26. 1 2  Magocsi & Pop 2002.
27. ↑  Shchukin 1989.
28. 1 2  Ehrich 1970.
29. 1 2 3  Mielczarek 1989.
30. 1 2  Milewski 1969.
31. 1 2  Antoniewicz 1966.
32. ↑  Nicolet 1991.
33. 1 2  Urbańczyk 2001.
34. ↑  Müllenhoff 1856.
35. ↑  Urbańczyk 1997.
36. 1 2  Tacitus.
37. ↑  Strabo, Jones & Sterrett 1917–1961.
38. ↑  Taylor 2001.
39. ↑  Lengyel et al. 1980.
40. 1 2  Hrushevskyi 1997.
41. ↑  Bosworth 1980.
42. ↑  Pliny the Elder.
43. ↑  Carnap-Bornheim 2003.
44. ↑  Shelley 1997.
45. 1 2  Mocsy 1974.
46. ↑  Toma 2007.
47. ↑  Mattern 2002.
48. ↑  Bunbury 1979.
49. ↑  Pop & Nägler 2005.
50. ↑  Berenger 1994.
51. ↑  Waldman & Mason 2006.
52. ↑  Avery 1972.
53. ↑  Fol 1996.
54. ↑  Dobiás 1964:?[需要完整来源]
55. 1 2  Berindei & Candea 2001.
56. 1 2 3 4 5  Schütte 1952.
57. ↑  Giurescu & Giurescu 1974.
58. ↑  Childe 1930.
59. 1 2  Schütte 1917.
60. ↑  Heather 2010.
61. 1 2 3  Popescu-Spineni 1987.
62. 1 2  Russu 1969.
63. 1 2  Wald, Sluşanschi & Băltăceanu 1987.
64. ↑  Georgiev 1972.
65. ↑  Poghirc 1983.
66. 1 2 3 4  Barrington Atlas 2000.
67. ↑  Opreanu 1997.
68. 1 2 3 4 5  Twist 2001.
69. 1 2  Batty 2007.
70. ↑  Tacitus, Histories.
71. ↑  Heather 1999.
72. 1 2 3 4 5  Polome 1982.
73. ↑  Olteanu.
74. ↑  Berzovan 2020.
75. 1 2  Ptolemy.
76. ↑  Brixhe 1994.
77. ↑  Brixhe 2008.
78. ↑  Georgiev 1960.
79. ↑  Muller 1883.
80. 1 2 3 4  Almássy 2006.
81. ↑  Visy 1995.
82. ↑  CAH: 10 1996.
83. ↑  Epigraphik-Datenbank Clauss / Slaby EDCS.
84. 1 2  Bazovski 2008.
85. ↑  Pieta 1982.
86. 1 2  Heather 2009.
87. 1 2  Oltean 2007.
88. ↑  Papazoglu 1978.
89. 1 2 3 4 5 6 7 8 9 10 11 12 13 14 15 16 17  Dacia: Landscape, Colonization and Romanization by Ioana A Oltean, ISBN 0-415-41252-8, 2007, page 46
90. 1 2  The Cambridge ancient history  Volume 3, page 598, by John Boardman, 1991, ISBN 0-521-22717-8, "Getic tribes were probably the Aedi, the Scaugdae and the Clariae ... They were known in antiquity as Getae..."
91. ↑  Gudmund, Schutte. . 1917.
92. ↑  Getae, Britannica Online （页面存档备份，存于）“盖塔人是源自色雷斯的古老民族，居住在多瑙河下游地区和附近的平原上。盖塔人最早出现在公元前6世纪，受斯基泰人影响，以极擅骑马射箭著称，是Zalmoxis神的信徒。虽然他们国王的女儿在342 BC嫁给了腓力二世 (马其顿)，但在腓力二世的儿子亚历山大的带领下，马其顿人在七年后越过多瑙河，烧毁了盖塔人的首都。公元前4、3世纪，盖塔人的技术受到入侵的凯尔特人的影响。在布雷比斯塔（约公元前1世纪）的统治下，盖塔人和附近的达契亚人形成了一个强大但短暂的国家。到1世纪中叶，罗马人获得了多瑙河下游地区的控制权后，成千上万的盖塔人流离失所，此后不久，盖塔人的记载就从历史上消失了。后世学者误将Getae这个名字赋给哥特人。盖塔人和达契亚人关系密切；一些历史学家甚至认为，这些名字是不同记录者在不同时间称呼同一个民族的名字。他们的文化有时被称为盖塔-达契亚文化。”
93. ↑  Pârvan （1982）
94. ↑  E.g., Romanian History and Culture （页面存档备份，存于）
95. ↑  E.g., Smith, s.v. Osi
96. ↑  E.g., Celtic Encyclopedia （页面存档备份，存于）
97. ↑  The Cambridge ancient history. Volume 3, page 598, by John Boardman, 1991, ISBN 0-521-22717-8
98. ↑  Romania: An Illustrated History by Nicolae Klepper, 2003, page 33: "... the Carps and the Roxolani）, by Bastarns, and by Tyragetae （another Geto-Dacian tribe）..."
99. ↑  The Cambridge Ancient History, Volume 3, Part 2: The Assyrian and Babylonian Empires and Other States of the Near East, from the Eighth to the Sixth Centuries BC by John Boardman, I. E. S. Edwards, E. Sollberger, and N. G. L. Hammond, ISBN 0-521-22717-8, 1992, page 598：“一些盖塔部落的文化水平非常低，以至于他们住在挖在土里的‘房子’里（这种地下村庄在弗里吉亚和亚美尼亚很有名）。希腊人称他们为Troglodytae”
100. ↑  Russu 1967.
101. 1 2  Rosetti & Graur 1969.
102. ↑  Asher & Simpson 1994.
103. 1 2 3  Poghirc 1986.
104. ↑  Pelletier 1985，Campani amolocia Tusci abiana Daci amolusta （Pseudo-Apuleius, 23）.
105. ↑  Malcolm, Noel. Kosovo: A Short History. New York: New York University Press, 1998.
106. ↑   (PDF).   [2022-02-05]. （原始内容存档 (PDF)于2022-02-05）.
107. ↑  Orel, Vladimir E. A Handbook of Germanic Etymology. Brill, 1998.
108. ↑  Katičic', Radislav. Ancient Languages of the Balkans, Part One. Paris: Mouton, 1976: 149.
109. ↑  Georgiev （1976）
110. ↑  参见Russu 1963:131、Russu 1969:76。Ἀξιόπλ在《论建筑》手稿中是Axiopolis的缩写。
111. ↑  Fraser 1959.
112. 1 2  Posner & Green 1981.
113. 1 2 3 4  Fisher 2003.
114. 1 2  Paliga 1986.
115. ↑  Panayotou 2007.
116. 1 2 3  Poghirc 1989.
117. 1 2  Dana 2003.
118. ↑  Messing 1972.
119. ↑  McKendrick (1965)
120. ↑  . lkz.lt.   [2018-11-03]. （原始内容存档于2022-02-05）.
121. ↑  Duridanov 1969 93–5 unless otherwise stated
122. ↑  Vraciu 1974.
123. ↑  Katičić & Križman 1976.
124. 1 2  Crossland 1982.
125. 1 2 3 4  Renfrew 1990.
126. ↑  Rosetti 1982.
127. 1 2  Mihailov 2008.
128. ↑  Poultney 1968.
129. 1 2  Lloshi 1999.
130. 1 2  Trask 2000.
131. ↑  McHenry 1993.
132. ↑  Shashi 1992.
133. ↑  Academic American encyclopedia 1994.
134. 1 2  Duridanov 1985.
135. 1 2 3  Rădulescu 1984.
136. ↑  Tomaschek 1883.
137. ↑  Rosetti 1978.
138. ↑  Bynon 1974.
139. ↑  .   [2022-02-05]. （原始内容存档于2021-05-10）.
140. ↑  Tacheva 1997.
141. ↑  Theodossiev 2000.
142. ↑  cf Georgiev 1977
143. ↑  Appel & Muysken 2006.
144. ↑  Walters 1988.
145. ↑  Campbell 1998.
146. ↑  Bulei 2005.
147. 1 2 3  Polomé 1983.
148. ↑  Van Antwerp Fine 2000.
149. ↑  Madgearu & Gordon 2007.
150. ↑  Witczak 1994.
151. ↑  Dėl žynio Žalmokšio vardo kilmės.
152. ↑  Duridanov 1976.
153. ↑  Vyčinienė.
154. ↑  Toporov 1973.
155. ↑  Mayer 1992.
156. 1 2  Mayer 1997.
157. ↑  Mayer 1999.
158. ↑  Rosales 2015.
159. ↑  Rosales 2020.
160. ↑  Gimbutas 1963.
161. ↑  Anale de Istorie 1976.
162. 1 2 3 4  Boia 2001.
163. ↑  Noi nu suntem urmașii Romei.
164. ↑  Noi, Dacii.
165. ↑  Congrese Dacologie: Dacia Revival.
166. ↑  Strabo Geography.
167. ↑  Dio Cassius LI, 22, 6
168. ↑  Du Nay 1977.
169. ↑  Jones 1964.

### 古代
- 迪奥斯科里德斯 (编). .  [c. AD 80].
- 老普林尼 (编). . 哈佛大学出版社. 2000 [77–79 AD].
- 伪阿普列乌斯 (编). .  [5世纪].
- 托勒密 (编). .  [c. 140].
- 斯特拉波 (编). .  [c. AD 20].
- 塔西佗 (编). .  [c. 100].
- 塔西佗. .  [c. 100–110].

### 现代
- 10. Grolier Incorporated. 1994: 198. ISBN 978-0-7172-2053-3.
- Almássy, Katalin.  (PDF). Salac, V.; Bemman, J.  (编). . 2006  [2022-02-05]. （原始内容存档 (PDF)于2022-02-05）.
- Antoniewicz, Jerzy. . Acta Baltico-Slavica. 1966, 4–5.
- Appel, René; Muysken, Pieter. . Amsterdam University Press. 2006. ISBN 978-90-5356-857-6.
- Asenova, Petja. . Wiesbaden, Harrassowitz. 1999. ISBN 978-3-447-03939-0.
- Asher, R. E.; Simpson, J. M. Y.  3. Pergamon Press. 1994  [2022-02-05]. ISBN 978-0-08-035943-4. （原始内容存档于2022-02-05）.
- Avery, Catherine. . Appleton-Century-Crofts. 1972.
- Baldi, Philip. . Southern Illinois University Press. 1983. ISBN 978-0-8093-1091-3.
- Batty, Roger. . Oxford University Press. 2007. ISBN 978-019814936-1.
- Bazovski, Igor,  (summary of review), SNM （Slovak National Museum）, 2008
- . Anale de Istorie. 1976, (4)  [2022-02-05]. ISSN 1010-5506. （原始内容存档于2021-11-26）.
- Berenger, Jean. . Longman Group United Kingdom. 1994. ISBN 978-0-582-09009-5.
- Berindei, Dan; Candea, Virgil. . Editura Enciclopedica. 2001.
- Best, Jan G. P.; de Vries, Nanny M. W. (编). . Brill Academic. 1989. ISBN 978-90-04-08864-1.
- Boia, Lucian. . Central European University Press. 2001: 103–105. ISBN 963-9116-97-1.
- Bolovan, Ioan; Constantiniu, Florin; Michelson, Paul E.;  et al. Treptow, Kurt , 编. . East European Monographs. 1997  [2022-02-05]. ISBN 978-0-88033-345-0. （原始内容存档于2022-02-05）.
- Bosworth, A.B. . Oxford: Clarendon Press. 1980. ISBN 978-019814828-9.
- Bowman, Alan K.; Champlin, Edward; Lintott, Andrew (编).  10. Cambridge University Press. 1996. ISBN 978-052126430-3.
- Brixhe, Claude. . Bader, Fr  (编). . Paris: CNRS Editions. 1994: 165–178 （法语）.
- Brixhe, Claude. . Woodard, Roger D.  (编). . Cambridge University Press. 2008  [2022-02-05]. ISBN 978-0-521-68496-5. （原始内容存档于2021-12-01）.
- Bulei, Ion. . Bucharest; Meronia Publishers. 2005. ISBN 978-973-9884-41-9.
- Bunbury, Sir Edward Herbert.  2. J. C. Gieben. 1979 [First published 1883].
- Bynon, Thelma. . 1974.
- Campbell, George L. . London: Routledge. 1998. ISBN 978-0-415-16049-0.
- Carnap-Bornheim, Claus. . Wachholtz. 2003. ISBN 978-352901871-8 （德语）.
- Childe, V. Gordon. . Biblo & Tannen Publishers. 1930  [2022-02-05]. ISBN 978-0-8196-0123-0. （原始内容存档于2022-02-05）.
- .   [24 July 2012]. （原始内容存档于15 July 2012）.
- Crossland, R.A. . Boardman, John  (编). . Cambridge University Press. 1982. ISBN 978-0-521-22496-3.
- Daicoviciu, Hadrian. . Editura Enciclopedică Română. 1972 （罗马尼亚语）.
- . Vydos Vartai Yogi.lt. 3 April 2012  [2022-02-05]. （原始内容存档于2022-02-05） （立陶宛语）.
- . Institute of Linguistics of the Romanian Academy. 2016  [2022-02-05]. ISBN 978-606-704-161-3. （原始内容存档于2011-02-23） （罗马尼亚语）.
- Du Nay, André. . 1977 –互联网档案馆.
- Dumitrescu, V.L.; Bolomey, A.; Mogosanu, F. . Boardman, John; Edwards, I. E. S.; Hammond, N.G.L.; Sollberger, E.  (编).  3. Cambridge University Press. 1982. ISBN 978-0-521-22496-3.
- Duridanov, Ivan. . 1969 （德语）.
- Duridanov, Ivan.   [The language of the Thracians]. 1976 （保加利亚语）.
- Duridanov, Ivan.  [The language of the Thracians]. Bulgarische Sammlung 5. Hieronymus Verlag. 1985. ISBN 3-88893-031-6 （德语）.
- Edwards, I. E. S.; Gadd, C. J.; Hammond, N. G. L. . Volume 1, Part 2: Early History of the Middle East. Cambridge University Press. 1971. ISBN 978-0-521-07791-0 –互联网档案馆.
- Ehrich, Robert W. . University of Pennsylvania Press. 1970.
- Fisher, Iancu. . Mouton De Gruyter. 2003. ISBN 978-3-11-014694-3 （法语）.
- Fol, Alexander. . Bernan Assoc. 1996. ISBN 978-92-3-102812-0.
- Fraser, P.M. . Pantheon Books. 1959.
- Georgiev, Vladimir. . Studii Clasice. 1960, II: 39–58 （罗马尼亚语）.
- Georgiev, Vladimir. . . Mouton. 1972.
- Georgiev, Vladimir.  [The Thracians and their language]. Sofia, Bulgaria: Izdatelstvo na Bălgarskata Akademija na naukite. 1977  [2022-02-05]. （原始内容存档于2022-02-05） （保加利亚语及法语）.
- Georgiev, Vladimir. . Bulgarian Academy. 1981. ISBN 978-953517261-1.
- Gimbutas, Marija. . . London: Thames & Hudson. 1963. 原始内容存档于4 February 2012.
- Giurescu, Constantin C.; Giurescu, Dinu C. . Editura Stiintifica. 1974  [2022-02-05]. （原始内容存档于2022-02-05） （罗马尼亚语）.
- Gruen, Erich S. . Princeton University Press. 2011. ISBN 978-069114852-6.
- Heather, Peter (编). . The Boydell Press / Center for Interdisciplinary Research on Social Stress. 1999  [2022-02-05]. ISBN 978-085115762-7. （原始内容存档于2021-11-30）.
- Heather, Peter. . Oxford and New York: Oxford University Press. 2009  [2022-02-05]. ISBN 978-0-19-989226-6. （原始内容存档于2021-11-17）.
- Heather, Peter. . Oxford University Press. 2010. ISBN 978-0-19-973560-0.
- Hehn, Victor. . Historico-linguistic studies. John Benjamins. 1976 [First published 1885]. ISBN 978-90-272-0871-2. doi:10.1075/acil.7.; originally Culturpflanzen und Haustiere in ihrem Übergang aus Asien nach Griechenland und Italien sowie das übrige Europa: Historisch-linguistische Skizzen. Berlin: Gebr. Borntraeger, 1885
- Hoddinott, R.F. . Best, Jan G. P.; de Vries, Nanny M. W.  (编). . Brill Academic. 1989. ISBN 978-90-04-08864-1.
- Hrushevskyi, Mykhailo. . Canadian Institute of Ukrainian Studies Press. 1997. ISBN 978-1-895571-19-6.
- . （原始内容存档于30 September 2007）.
- Jones, A. H. M. . Oxford: Basil Blackwell. 1964.
- Katičić, Radoslav; Križman, Mate. . The Hague; Paris: Mouton. 1976 –互联网档案馆.
- Lengyel, Alfonz; Radan, George T.; Barkóczi, László; Bónis, Eva B. Lengyel, Alfonz; Radan, George , 编. . University Press of Kentucky. 1980. ISBN 978-081311370-8.
- Lloshi, Xhevat. . Hinrichs, Uwe  (编).  10. Harrassowitz. 1999. ISBN 978-344703939-0 （德语）. （online?）
- Madgearu, Alexandu; Gordon, Martin. . Scarecrow Press. 2007. ISBN 978-0-8108-5846-6 –Internet Archive.
- Magocsi, Paul R.; Pop, Ivan. . University of Toronto Press. 2002. ISBN 978-080203566-0.
- Mallory, J. P. . Thames and Hudson. 1989. ISBN 978-050005052-1 –Internet Archive.

- Mattern, Susan P. . Berkeley, California: University of California Press. 2002  [2022-02-05]. ISBN 0-520-23683-1. （原始内容存档于2021-11-17）.
- Mayer, H.E. . Lituanus. 1992, 38 (2)  [2022-02-05]. ISSN 0024-5089. （原始内容存档于2017-12-16）.
- Mayer, H.E. . Lituanus. 1996, 42 (2)  [2022-02-05]. （原始内容存档于2021-05-13）.
- Mayer, H.E. . Lituanus. 1997, 43 (2)  [2022-02-05]. （原始内容存档于2021-05-13）.
- Mayer, H.E. . 1999  [2022-02-05]. （原始内容存档于2021-03-08）.

- McHenry, Robert (编). . Encyclopædia Britannica. 1993  [2022-02-05]. ISBN 978-0-85229-571-7. （原始内容存档于2022-02-05）.
- Mielczarek, Mariusz. . Zakład Narodowy Imienia Ossolińskich. 1989. ISBN 83-04-03042-X.
- Mihailov, G. . . 3 Part 2. Cambridge University Press. 2008.
- Milewski, Tadeusz. . Panstwowe Wydawn Naukowe, Poland. 1969.
- Mocsy, Andras. . Routledge & Kegan Paul Books. 1974. ISBN 978-0-7100-7714-1.
- Momigliano, Arnaldo. . Rome: Edizioni di Storia e Letteratura. 1984 [First published 1960].
- Mountain, Harry. . Universal Publishers. 1998. ISBN 978-1-58112-890-1.
- Müllenhoff, Karl. . Kiel Druck von C.F. Mohr. 1856 （德语）.
- Muller, Karl (编). . 1883.
- Nandris, John. . . Wien, Deuticke, Horn, Berger. 1976. ISBN 978-3-7005-4420-3.
- Nicolet, Claude. . Univ of Michigan. 1991. ISBN 978-0-472-10096-5 –Internet Archive.
- Oltean, Ioana Adina. . Routledge. 2007  [2022-02-05]. ISBN 978-0-415-41252-0. （原始内容存档于2022-01-02）.
- Opreanu, C. . . 1997: 247–252.
- Paliga, Sorin. . s 26–29. Linguistica. 1986.
- Panayotou, A. . . Cambridge University Press. 2007. ISBN 978-0-521-83307-3.
- Papazoglu, Fanula. . 由Stansfield-Popovic, Mary翻译. John Benjamins North America. 1978. ISBN 978-90-256-0793-7.
- Pelletier, André. . Paris: Picard. 1985 （法语）.
- Petrescu-Dîmbovița, Mircea. . Junimea. 1978.
- Pieta, Karol. . 1982: 204–209.
- Poghirc, Cicerone. Frisch, Helmut , 编. . N. Brockmeyer. 1983. ISBN 388339356-8.
- Poghirc, Cicerone. . . Wechselnde Verleger. 1986 （法语）.
- Poghirc, Cicerone. . Best, Jan G. P.; de Vries, Nanny M. W.  (编). . Brill Academic. 1989. ISBN 978-90-04-08864-1.
- Polomé, Edgar C. . Boardman, John  (编). . Volume 3, Part 1, The Prehistory of the Balkans, the Middle East and the Aegean World, Tenth to Eighth Centuries BC 2nd. 1982: 866–888. ISBN 978-0-521-22496-3.
- Polomé, Edgar C. . Haase, Wolfgang  (编). . Walter de Gruyter. 1983: 509–553. ISBN 978-3-11-009525-8.
- Pop, Ioan Aurel; Nägler, Thomas (编). . Romanian Cultural Institute. 2005  [2022-02-05]. ISBN 978-973-7784-00-1. （原始内容存档于2022-02-05）.
- Popescu-Spineni, Marin.  [Romania in geographical and cartographic sources from ancient times to the turn of our century]. O. Harassowitz. 1987  [2022-02-05]. ISBN 978-3-447-02582-9. （原始内容存档于2022-02-05） （德语）.
- Poultney, James W. . Language. 1968, 44: 334–342. JSTOR 411629. doi:10.2307/411629.
- Price, Glanville (编). . Wiley–Blackwell. 1998. ISBN 978-063119286-2.
- Rădulescu, Mircea-Mihai. . Journal of Indo-European Studies. 1984. ISSN 0092-2323.
- Rădulescu, Mircea-Mihai. . Journal of Indo-European Studies. 1987. ISSN 0092-2323.
- Renfrew, A.C.  First. Cambridge University Press. 1987. ISBN 978-052135432-5.
- Renfrew, Colin.  reprint. Cambridge University Press. 1990. ISBN 978-052138675-3.
- Rosales, Jurate de (编).  [European Roots]. 2015  [2022-02-05]. （原始内容存档于2022-01-31） （立陶宛语）.
- Rosales, Jurate de (编).  [European Roots]. 2020 （西班牙语）.
- Rosetti, A.  27. Editions de l'Academie de la RSR. 1982 （法语）.
- Rosetti, Alexandru. . Editura Stiintifica si Enciclopedica. 1978 （罗马尼亚语）.
- Rosetti, Alexandru; Graur, Alexandru.  2. Editura Academiei Romania. 1969.
- Russu, I. I. . Bucharest: Editura Ştiinţifică. 1967.
- Russu, Ion Iosif. . Revue de Linguistique. 1963, VIII: 123–132.
- Russu, Ion Iosif. . 1969 （德语）.
- Săvescu, Napoleon. .   [2022-02-05]. （原始内容存档于2021-05-08） （罗马尼亚语）.
- Schütte, Gudmund. . H. Hagerup. 1917 –Internet Archive.
- Schütte, Gudmund. .  13 1st. Gyldendal. 1952.
- . Epigraphik-Datenbank Clauss / Slaby EDCS.   [26 April 2012]. （原始内容存档于29 April 2012）.
- Shashi, Shyam Singh.  25. Anmol Publications. 1992  [2022-02-05]. （原始内容存档于2022-02-05）.
- Shchukin, Mark B. . B.A.R. International Series. Oxford: BAR Publishing. 1989. ISBN 978-086054690-0.
- Shelley, William Scott. . International Scholars Publications. 1997. ISBN 978-157309221-0.
- Strabo. Jones, Horace Leonard , 编. . Loeb Classical Library 49, 50, 182, 196, 211, 223, 241, 267 1. 由Jones, Horace Leonard; Sterrett, John Robert Sitlington翻译. William Heinemann and Harvard University Press. 1917–1961 [c. AD 20] –互联网档案馆.
- .   [29 January 2011].
- Tacheva, Margarita. . Živa Antika – Antiquité Vivante (Skopje: Živa antika). 1997. ISSN 0514-7727.
- Talbert, Richard J.A. (编). . Princeton University Press. 2000. ISBN 978-069103169-9.
- Taylor, Timothy. .  1st. Springer. 2001. ISBN 978-030646258-0.
- Theodossiev, Nikola. . British Archaeological Reports International Series. BAR Publishing. 2000. ISBN 978-184171060-0.
- Toma, Corina.  [A Catalogue of the Dacian Period Discoveries Found in the Territory of Hungary]. Crisia (Muzeul Ţării Crişurilor). 2007: 65–77. ISSN 1016-2798 （罗马尼亚语及英语）.
- Tomaschek, Wilhelm. . Le Muséon (比利时勒芬: Société des lettres et des sciences). 1883, 2 （法语）.
- Toporov, Vladimir Nikolayevich.   [Towards Thracian-Baltic language parallels]. Balkan linguistics [Балканское языкознание]. 1973: 51–52 （俄语）.
- Trask, Robert Lawrence. . Edinburgh University Press. 2000. ISBN 978-0-7486-1001-3.
- Turnvvald, K. . 拉脱维亚里加. 1968 （德语）.
- Twist, Clint. Raftery, Barry , 编. . London: George Philip. 2001. ISBN 978-0-5400-7880-6.
- Urbańczyk, Przemyslaw. . Warsaw. 1997. ISBN 83-85463-56-9.
- Urbańczyk, Przemysław (编). . Institute of Archeology and Ethnology; Polish Academy of Sciences. 2001. ISBN 978-837181211-8.
- Van Antwerp Fine, John. . Ann Arbor: Univ. of Michigan Press. 2000. ISBN 978-0-472-08149-3.
- Visy, Z. . Kunow, J.  (编). . Brandenburgisches Landesamt für Denkmalpflege. 1995: 213–218. ISBN 978-391001108-3 （德语）.
- Vyčinienė, Daiva. : 122.   [2022-02-05]. （原始内容存档于2022-02-05）.
- Wald, Lucia; Sluşanschi, Dan; Băltăceanu, Francisca. . Editura Științifică și Enciclopedică. 1987 （罗马尼亚语）.
- Waldman, Carl; Mason, Catherine. . Facts on File. 2006. ISBN 978-0-8160-4964-6.
- Walters, E. Garrison. . Syracuse, NY: Syracuse University Press. 1988. ISBN 978-0-8156-2440-0.
- Witczak, Krzysztof Tomasz. . Bulletin de la Société polonaise de linguistique. 1994, 50–52.

## 阅读更多

### 古代
- 阿米阿努斯·马尔切利努斯《成就》（c. 395）
- 约达尼斯《哥特史》（c. 550）
- 维克多《凯撒世家》（361）
- 佐西姆斯《新历史》（c. 500）

### 现代
- Abramea, Anna P. . Idea Advertising-Marketing. 1994. ISBN 978-960-85609-1-8.

- CIL：拉丁语铭文语料库
- Dimiter, Detschew. . Wien. 1957 （德语）.
- Hamp, Eric P. . University of California Press and Cambridge University Press. 1966  [2022-02-05]. （原始内容存档于2022-01-27）.
- MacKenzie, Andrew. . London: Hale. 1986. ISBN 978-070902724-9 –互联网档案馆.
- Maenchen-Helfen, Otto. . University of California Press. 1973. ISBN 978-0-520-01596-8 –互联网档案馆.
- Messing, Gordon M. . Language. 1972, 48 (4): 960–963. JSTOR 412001. doi:10.2307/412001.
- Oledzki, Marek. .  42. Karl-Heinz Otto, Humboldt-Universität zu Berlin. Institut für Ur- und Frühgeschichte, Verlag der Wissenschaften. 2001.
- Olteanu, Sorin. . Thraco-Dacica. 1989, X: 215–217 （罗马尼亚语）.
- Olteanu, Sorin. . SCIVA. 2007, 58 (1–2): 67–116 （罗马尼亚语）.
- Parvan, Vasile. . Cambridge University Press. 1928.
- Rankin, David; Rankin, H. D. . Routledge. 1996. ISBN 978-0-415-15090-3.
- Sluşanschi, Dan. . Thraco-Dacica. 1989, X: 219–224.
- Solta, Georg Renatus. . Wissenschaftliche Buchgesellschaft. 1980.
- Tomas, Agnieszka. . . Archaeopress Roman Archaeology. Oxford: Archaeopress. 2016: 119–124. doi:10.2307/j.ctvxrq0qq.9.
- Vraciu, Ariton. . . Institutul de Tracologie （Romania）, Editura Academiei. 1976.
- Walde, Alois. Pokorny, Julius , 编.  [Comparative dictionary of Indo-German languages]. Walter de Gruyter. 1973 [First published 1930]. ISBN 978-3-11-004556-7 （德语）.